# Liste der Biografien/Ang
Liste der Biografien |
Portal Biografien |
Personensuche
# |
A |
B |
C |
D |
E |
F |
G |
H |
I |
J |
K |
L |
M |
N |
O |
P |
Q |
R |
S |
T |
U |
V |
W |
X |
Y |
Z |
?
 
Aa |
Ab |
Ac |
Ad |
Ae |
Af |
Ag |
Ah |
Ai |
Aj |
Ak |
Al |
Am |
An |
Ao |
Ap |
Aq |
Ar |
As |
At |
Au |
Av |
Aw |
Ax |
Ay |
Az
 
Ana–Anc |
And |
Ane |
Anf |
Ang |
Anh |
Ani |
Anj |
Ank |
Anl |
Anm |
Ann |
Ano |
Anp |
Anq |
Anr |
Ans |
Ant–Anz
Die Liste der Biografien führt alle Personen auf, die in der deutschsprachigen Wikipedia einen Artikel haben. Dieses ist eine Teilliste mit 727 Einträgen von Personen, deren Namen mit den Buchstaben „Ang“ beginnt.

## Ang
- Ang Duong (1796–1860), kambodschanischer König
- Ang Li Peng (* 1981), malaysische Badmintonspielerin
- Ang Mei (1815–1874), kambodschanische Königin
- Ang Rita (1948–2020), nepalesischer Sherpa und BergsteigerAng Rita (1948–2020)

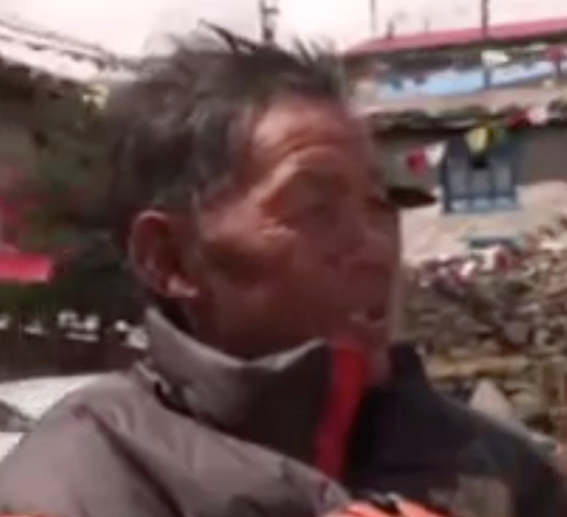
Ang Rita (1948–2020)

- Ang, Alfredo Hua-Sing (1930–2024), US-amerikanischer Bauingenieur
- Ang, Chen Xiang (* 1994), singapurischer Hürdenläufer
- Ang, Jonathan (* 1998), kanadischer Eishockeyspieler
- Ang, Jovan (* 2006), singapurischer Fußballspieler
- Ang, Michelle (* 1983), neuseeländische Schauspielerin malaysischer Abstammung
- Ang, Mong Seng (* 1949), singapurischer Politiker
- Ang, Tom (* 1952), britischer Fotograf

### Anga
- Angad Dev (1504–1552), Guru des Sikhismus
- Angad-Gaur, Indra (* 1974), niederländische Florettfechterin
- Angadiath, Jacob (* 1945), indischer Geistlicher, syro-malabarischer Bischof der Eparchie Saint Thomas the Apostle of Chicago
- Angadrisma, katholische Heilige und Äbtissin von Oroër-des-Vierges
- Angan, Davy Claude (* 1987), ivorischer Fußballspieler
- Anganba Poirei, Soram (* 1992), indischer Fußballspieler
- Angantyr, König der Dänen
- Anganuzzi, Raúl (* 1906), argentinischer Florettfechter
- Angara, Edgardo (1934–2018), philippinischer Politiker und Rechtsanwalt
- Angara, Juan Edgardo (* 1972), philippinischer Politiker, Rechtsanwalt
- Angarano, Michael (* 1987), US-amerikanischer Film- und FernsehschauspielerMichael Angarano (* 1987)

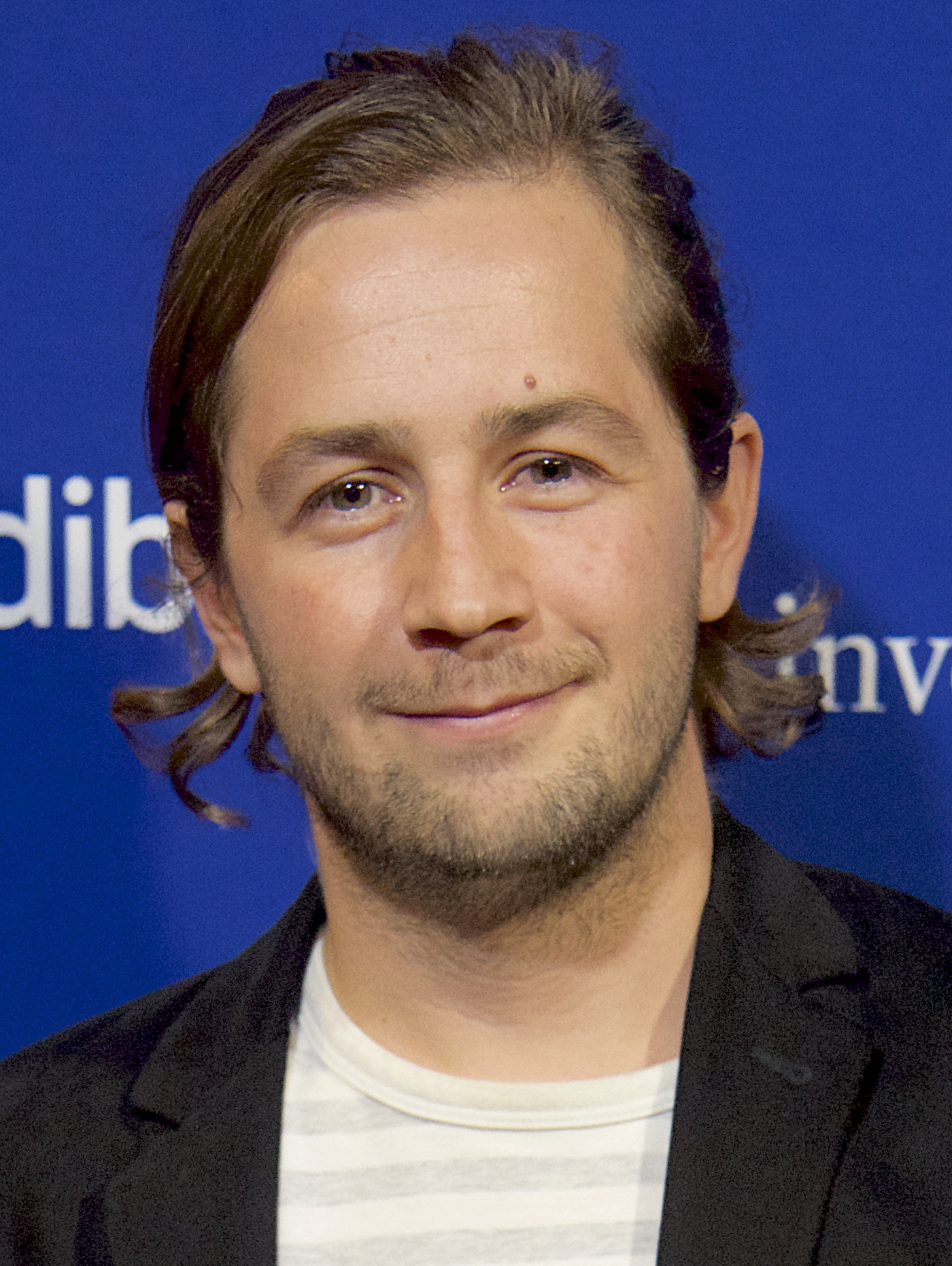
Michael Angarano (* 1987)

- Angarietis, Zigmas (1882–1940), litauischer Revolutionär
- Angarita, Marvin (* 1989), kolumbianischer Radrennfahrer
- Angarth, Thomas (* 1957), schwedischer Badmintonspieler
- Angas, George Fife (1789–1879), australischer Politiker
- Angas, George French (1822–1886), englischer Zeichner
- Angat, Nicole (* 1982), papua-neuguineische Tennisspielerin
- Angaut, Guillermo (* 1965), argentinischer Rugbyspieler

### Angb
- Angban, Victorien (* 1996), ivorischer Fußballspieler
- Angban, Vincent (* 1985), ivorischer Fußballspieler

### Ange
- Ange de Saint-Joseph (1636–1697), französischer römisch-katholischer Geistlicher, unbeschuhter Karmelit, Missionar, Orientalist, Lexikograf und Übersetzer
- Ange, Jacques de l’, flämischer Maler des Barocks

#### Angeb
- Angebauer, Karl (1882–1952), deutscher Schriftsteller der Kolonialliteratur

#### Angeh
- Angehrn, Beda (1725–1796), Abt der Fürstabtei St. Gallen
- Angehrn, Emil (* 1946), Schweizer Philosoph
- Angehrn, Johann Baptist (1760–1832), Schweizer Beamter und Thurgauer Regierungsrat
- Angehrn, Nora (* 1980), Schweizer Golfspielerin
- Angehrn, Stefan (* 1964), Schweizer Boxer
- Angehrn, Theodor (1872–1952), Schweizer Jesuit und Astronom
- Angehrn, Urban (* 1965), Schweizer Finanzmarktexperte
- Angehrn, Yannick (* 1997), Schweizer Unihockeyspieler

#### Angel
- Angel (* 1966), US-amerikanische PornodarstellerinAngel (* 1966)

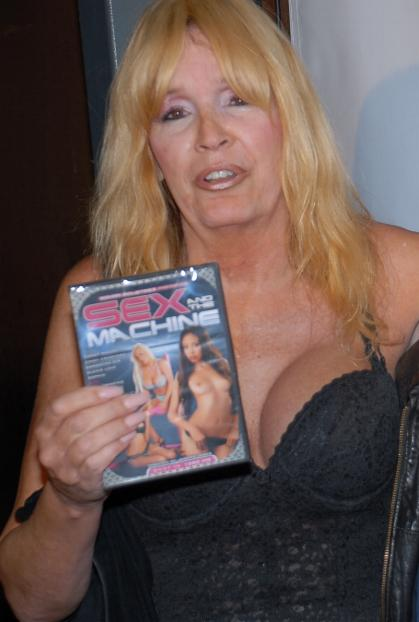
Angel (* 1966)

- Angel (* 1969), spanischer Comiczeichner
- Ángel Bernal, Óscar (1938–1996), kolumbianischer Geistlicher und römisch-katholischer Bischof von Girardota
- Angel Kariotow (1812–1864), bulgarischer Freiheitskämpfer
- Angel Ramírez, José Gustavo (1934–2013), kolumbianischer Ordensgeistlicher, Apostolischer Vikar von Mitú
- Angel X (* 1972), deutscher Singer/Songwriter und Musikproduzent
- Ángel, Abraham (1905–1924), mexikanischer Maler
- Ángel, Amparo, kolumbianische Pianistin und Komponistin
- Angel, Asher (* 2002), US-amerikanischer Schauspieler und Sänger
- Angel, Ashley Parker (* 1981), US-amerikanischer Popsänger und ehemaliges Mitglied von „O-Town“
- Angel, Buck (* 1962), US-amerikanischer Pornodarsteller
- Angel, Christina (* 1971), US-amerikanische Pornodarstellerin
- Angel, Criss (* 1967), US-amerikanischer Musiker und ZauberkünstlerCriss Angel (* 1967)

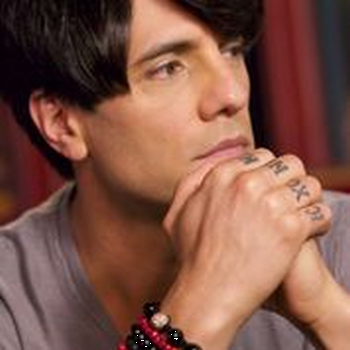
Criss Angel (* 1967)

- Angel, Dave (* 1966), britischer Techno-Musiker, DJ und Labelbetreiber
- Angel, David (* 1940), amerikanischer Jazzmusiker (Saxophon, Komposition, Arrangement)
- Angel, Elayne (* 1960), US-amerikanische Piercerin
- Angel, Ernst (1894–1986), österreichisch-amerikanischer Dichter, Schriftsteller, Theater- und Filmkritiker, Drehbuchautor, Filmregisseur
- Angel, Eve (* 1983), ungarische Pornodarstellerin und Erotikmodell
- Angel, Fernand (1881–1950), französischer Herpetologe und Ichthyologe
- Angel, Franz (1887–1974), österreichischer Mineraloge, Petrograph und Hochschullehrer
- Angel, Hans-Ferdinand (* 1955), deutscher katholischer Religionspädagoge
- Angel, Heather (1909–1986), britische Schauspielerin
- Ángel, Héctor del (* 1971), mexikanischer Fußballspieler
- Angel, Horst (1952–2009), deutscher Fußballspieler
- Angel, Jack (1930–2021), US-amerikanischer Synchronsprecher
- Angel, Jimmie (1899–1956), US-amerikanischer Pilot
- Angel, Joanna (* 1980), US-amerikanische Pornodarstellerin und -produzentin
- Angel, Johnny (* 1938), mexikanisch-amerikanischer Rocker
- Ángel, Juan Pablo (* 1975), kolumbianischer Fußballspieler
- Angel, Jürgen Hinrichsen († 1810), deutscher Orgelbauer
- Angel, Laura (* 1974), tschechische Sängerin, Fotomodell und ehemalige Pornodarstellerin und -regisseurinLaura Angel (* 1974)

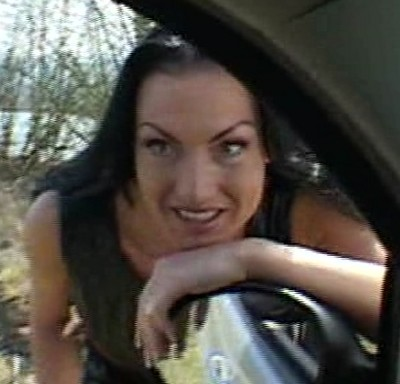
Laura Angel (* 1974)

- Angel, Madeline (1908–1990), australische Parasitologin an der University of Adelaide
- Angel, Marc (* 1963), luxemburgischer Politiker, Übersetzer und Pädagoge
- Angel, Matt (* 1990), US-amerikanischer Schauspieler
- Ángel, Miguel (* 1946), mexikanischer Drogenhändler
- Angel, Nicolai Hinrichsen (1767–1842), deutscher Instrumenten- und Orgelbauer
- Angel, Philips (1616–1683), niederländischer Stillleben-Maler
- Angel, Philips (* 1618), niederländischer Maler, Stecher und Kunstschriftsteller
- Angel, Roger (* 1941), US-amerikanischer Astronom britischer Herkunft
- Angel, Sam (1920–2007), US-amerikanischer Pokerspieler
- Angel, Simone (* 1971), niederländische Moderatorin und Sängerin
- Angel, Steve (* 1956), amerikanischer Ingenieur und Manager
- Angel, The French (1903–1954), französischer WrestlerThe French Angel (1903–1954)

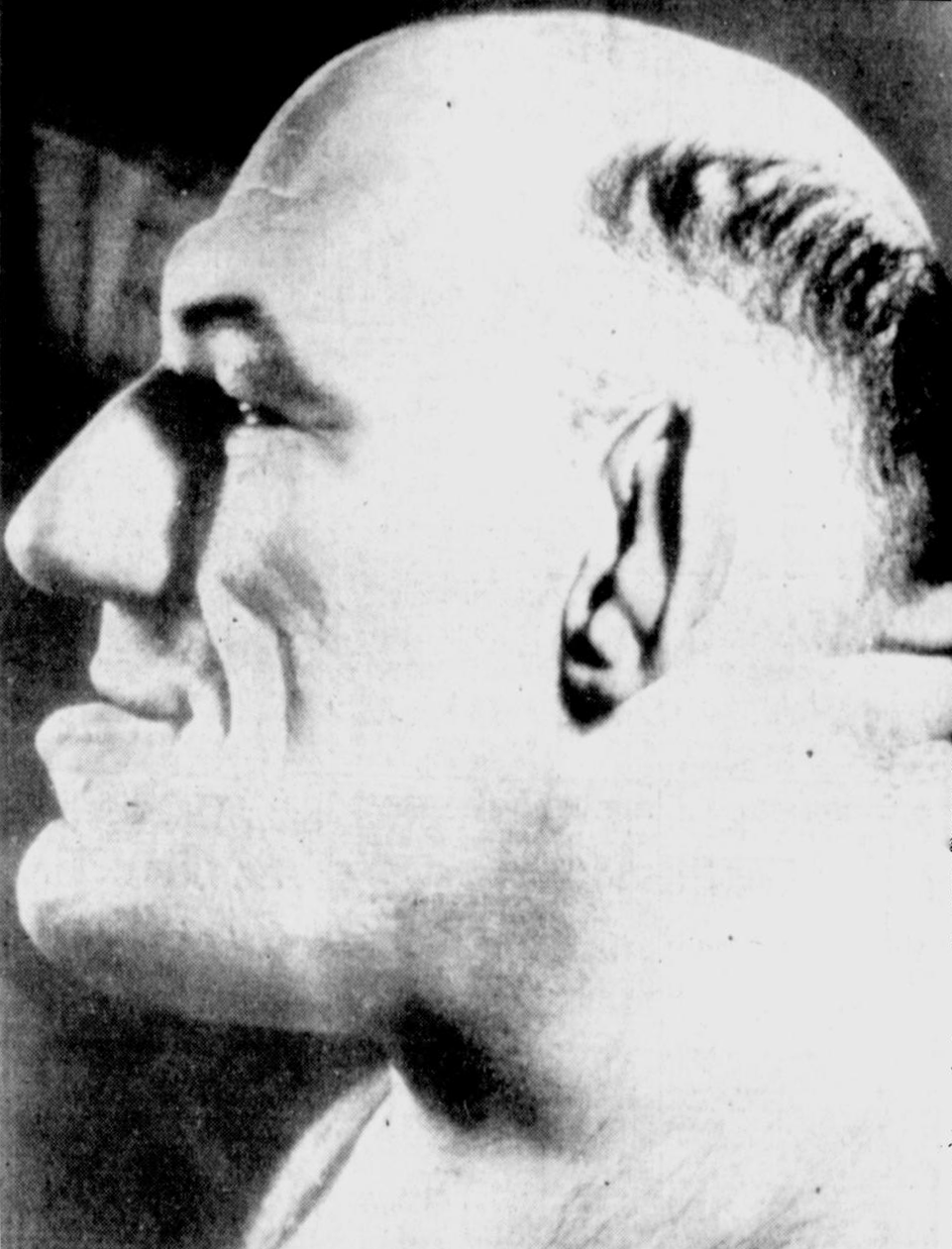
The French Angel (1903–1954)

- Angel, Tina (* 1976), deutsches Erotik-Model
- Angel, Vanessa (* 1966), britische Schauspielerin und Model
- Ángel, Wilker (* 1993), venezolanischer Fußballspieler
- Angel, William G. (1790–1858), US-amerikanischer Politiker
- Angel-Katan, Anny (1898–1992), österreichisch-US-amerikanische Psychoanalytikerin

##### Angela
- Ángela de la Cruz (1846–1932), spanische Ordensgründerin, als katholische Heilige verehrt
- Angela von Foligno (1248–1309), katholische Heilige, Mystikerin und Mitglied im Dritten Orden der Franziskanerinnen
- Angela von und zu Liechtenstein (* 1958), liechtensteinische Prinzessin
- Angela, Alberto (* 1962), italienischer Wissenschaftsjournalist und Sachbuchautor
- Angela, Piero (1928–2022), italienischer Wissenschaftsjournalist, Fernsehmoderator und Essayist
- Angela, Ramsey (* 1999), niederländischer Leichtathlet
- Angela, Sharon, US-amerikanische Schauspielerin, Drehbuchautorin und Filmregisseurin
- Angelababy (* 1989), chinesisches Model, Schauspielerin und SängerinAngelababy (* 1989)

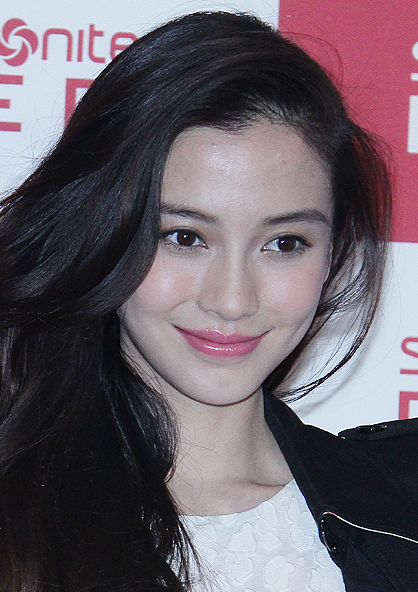
Angelababy (* 1989)

- Angelach-Angelach, Bernhard IV. von (1532–1599), Reichsritter im Ritterkanton Kraichgau aus dem Geschlecht der Herren von Angelach
- Angelach-Angelach, Berthold I. von, Reichsritter aus dem Geschlecht der Herren von Angelach, Hofmeister in Speyer
- Angelach-Angelach, Burkhard I. von, Reichsritter aus dem Geschlecht der Herren von Angelach
- Angelach-Angelach, Dieter VI. von († 1464), Reichsritter aus dem Geschlecht der Herren von Angelach
- Angelach-Angelach, Georg V. von († 1625), Vogt im Prättigau
- Angelach-Angelach, Philipp IV. von († 1581), Reichsritter im Ritterkanton Kraichgau aus dem Geschlecht der Herren von Angelach
- Angelach-Angelach, Wilhelm IV. von († 1458), Reichsritter aus dem Geschlecht der Herren von Angelach
- Angelach-Angelach, Wilhelm VII. von, Reichsritter aus dem Geschlecht der Herren von Angelach
- Angelach-Angelach, Wilhelm VIII. von, Reichsritter im Ritterkanton Kraichgau aus dem Geschlecht der Herren von Angelach
- Angelach-Braubach, Hans I. von († 1400), Reichsritter aus dem Geschlecht der Herren von Angelach
- Angelaki-Rooke, Katerina (1939–2020), griechische Lyrikerin, Essayistin und Übersetzerin
- Angelatos, Dimitris (* 1958), griechischer Neogräzist

##### Angelb
- Angelbeck, Johann Hinrich (1833–1911), deutscher Klempnermeister und Politiker, MdHB
- Angelbeck, Jürgen (* 1948), deutscher Politiker (SPD), MdL
- Angelbeek, Johann Gerhard von (1727–1799), deutscher Anwalt, Gouverneur der Niederländischen Ostindien-Kompanie
- Angelbis, Gustav (1853–1889), deutscher Geologe und Petrograph

##### Angeld
- Angeldahl, Filippa (* 1997), schwedische Fußballspielerin

##### Angele
- Angèle (* 1995), belgische SängerinAngèle (* 1995)

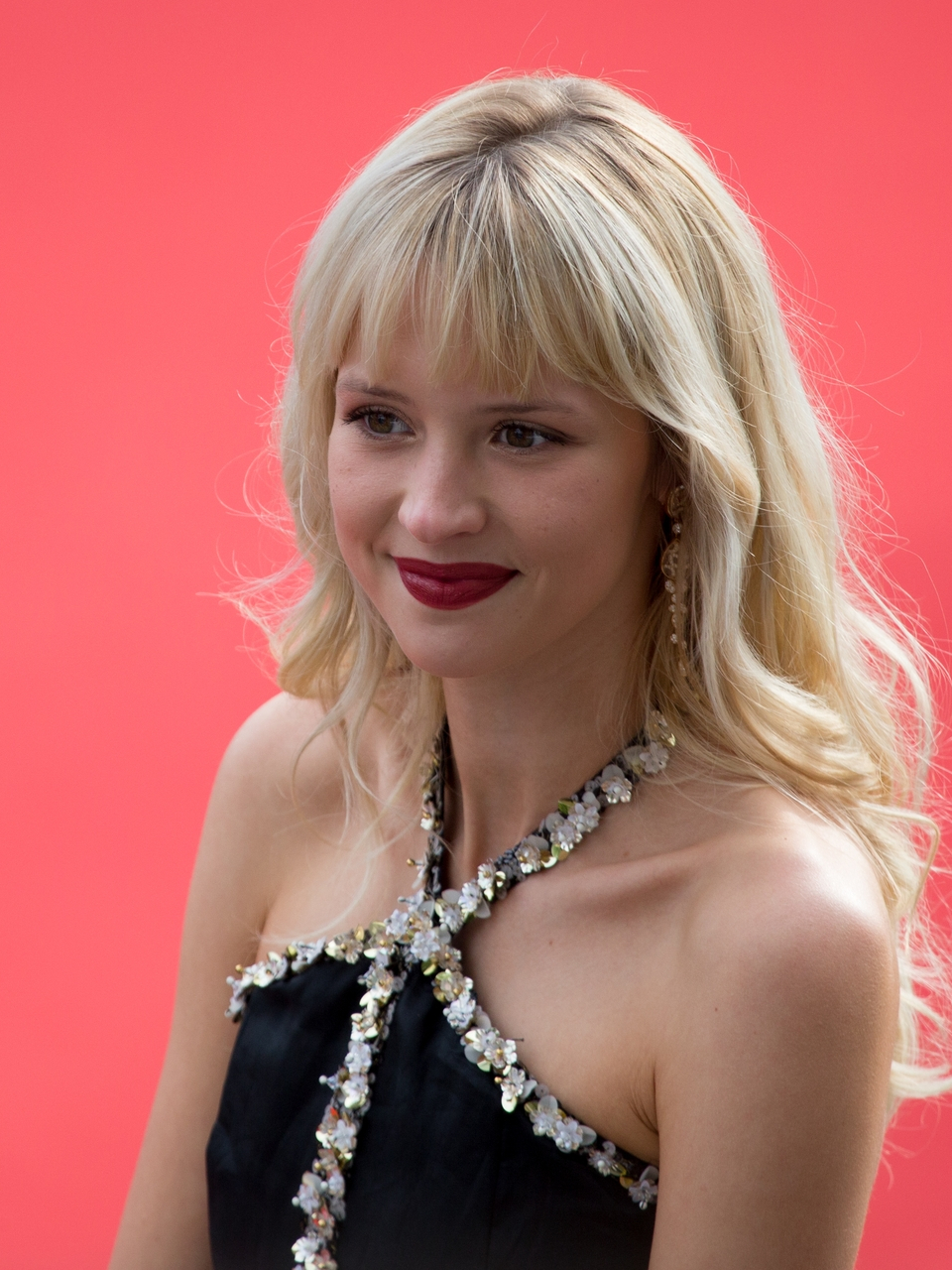
Angèle (* 1995)

- Angele, Eduard (* 1951), deutscher Fußballspieler
- Angele, Karin (* 1965), deutsche Filmschauspielerin sowie Synchronsprecherin
- Angele, Michael (* 1964), Schweizer Journalist
- Angele, Patrick (* 1986), Schweizer Politiker
- Angele, Wilhelm (1905–1996), deutsch-amerikanischer Ingenieur für Raketensteuerungstechnik
- Angelella, Salvatore A. (* 1959), US-amerikanischer Offizier, Generalleutnant der US Air Force
- Angelelli de Malvezzi, Ludwig von (1716–1797), preußischer Generalmajor und Führer eines Freibataillons, Generalleutnant und Chef eines Grenadierregiments in Hessen-Kassel
- Angelelli, Enrique (1923–1976), argentinischer Geistlicher, römisch-katholischer Bischof von La Rioja
- Angelelli, Giuseppe (1803–1844), italienischer Maler
- Angelelli, Max (* 1966), italienischer Autorennfahrer
- Angeler, Marco (* 1989), österreichischer Fußballspieler
- Angeler, Philipp (* 1996), österreichisch-türkischer Fußballtorwart
- Angeleri, Antonio (1801–1880), italienischer Pianist und Musikpädagoge
- Angeleri, Carlo (1894–1979), italienischer römisch-katholischer Geistlicher, Weihbischof in Tortona
- Angeleri, Lia (1922–1969), italienische Schauspielerin
- Angeleri, Marcos (* 1983), argentinischer Fußballspieler
- Angeleri, Stefano (1926–2012), italienischer Fußballspieler und -trainer
- Ángeles Fernández, Ramón Benito (* 1949), dominikanischer römisch-katholischer Geistlicher, Weihbischof in Santo Domingo
- Ángeles, Victoria de los (1923–2005), spanische Opernsängerin (Sopran)
- Angelescu, Eugen (1896–1968), rumänischer Chemiker (Organische Chemie, Kolloidchemie, Physikalische Chemie)
- Angelescu, Mircea (1938–2009), rumänischer Fußballfunktionär
- Angeletti, Pietro, italienischer Maler

##### Angeli
- Angeli de Pontecorvo, Peter († 1316), Bischof von Olmütz
- Angeli Filho, Arnaldo (* 1956), brasilianischer Zeichner und Karikaturist
- Angeli Pascoli, Marianna (1790–1846), italienische Malerin
- Angeli, Alfredo (1927–2005), italienischer Dokumentarfilmer und Filmregisseur
- Angeli, Angelo (1864–1931), italienischer Chemiker
- Angeli, Arnor (* 1991), belgischer Fußballspieler
- Angeli, Benedicto Antonio (1939–2021), brasilianischer Fußballspieler und Fußballtrainer
- Angeli, Domenico d’ (1672–1738), Architekt und Baumeister italienischer Abstammung
- Angeli, Eduard (* 1942), österreichischer Maler
- Angeli, Ève (* 1980), französische Popsängerin
- Angeli, Franco (* 1949), italienischer Filmregisseur
- Angeli, Heinrich von (1840–1925), österreichischer MalerHeinrich von Angeli (1840–1925)

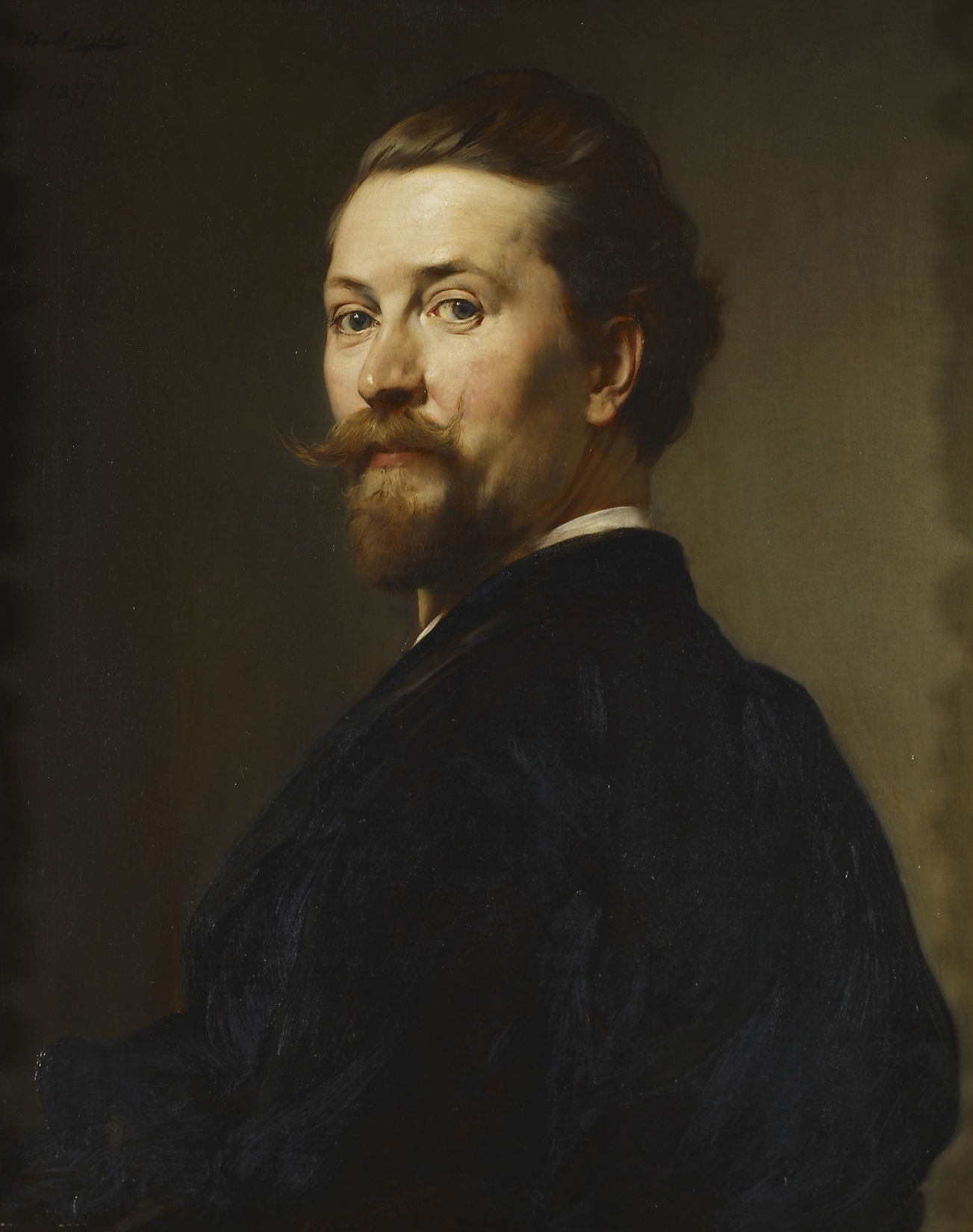
Heinrich von Angeli (1840–1925)

- Angeli, Ivan (* 1940), italienischer Regisseur
- Angeli, Jake (* 1987), amerikanischer Verschwörungstheoretiker und rechtsextremer AktivistJake Angeli (* 1987)

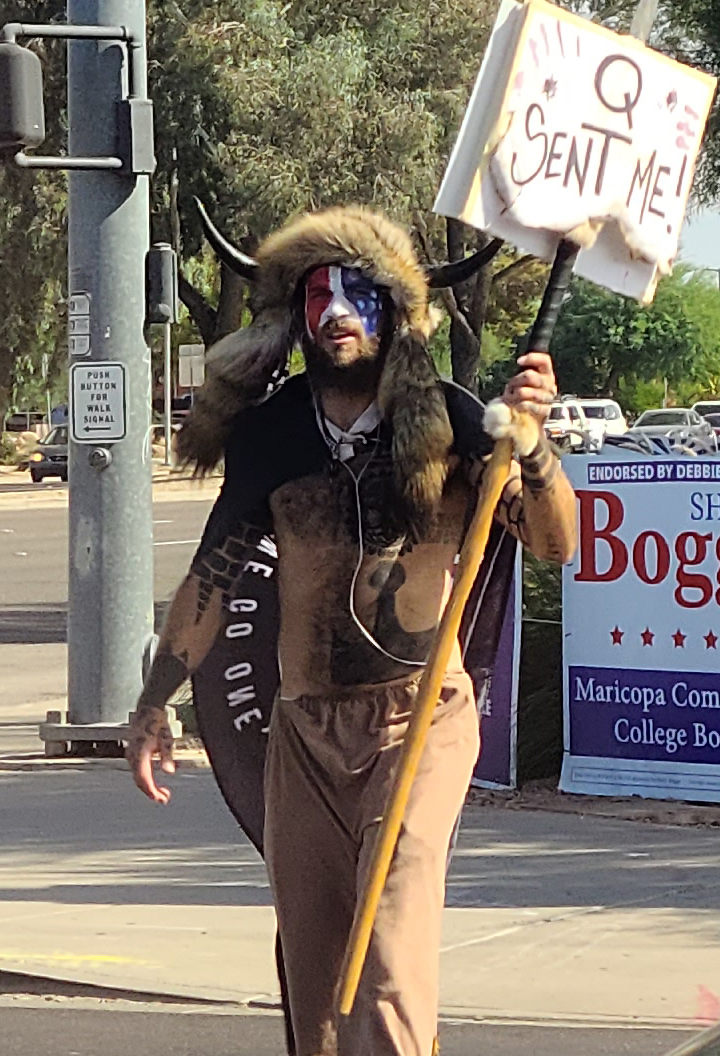
Jake Angeli (* 1987)

- Angeli, Johann (1859–1925), österreichischer Politiker
- Angeli, Jordan (* 1986), US-amerikanische Fußballspielerin
- Angeli, Oliviero (* 1973), italienischer Politologe
- Angeli, Pier (1932–1971), italienische Schauspielerin
- Angeli, Pierluigi (* 1938), italienischer Politiker
- Angeli, Primo (1906–2003), italienischer Jazz- und Unterhaltungsmusiker
- Angélica María (* 1944), mexikanische Sängerin und Schauspielerin
- Angelich, Nicholas (1970–2022), US-amerikanischer Pianist
- Angelici, Robert (* 1937), US-amerikanischer Chemiker
- Angelico, Fra († 1455), italienischer Dominikaner und Maler der Frührenaissance
- Angelico, Francesco (* 1977), italienischer Dirigent
- Angelidakis, Andreas (* 1968), griechischer Installationskünstler
- Angelides, Rudolf (1917–2000), österreichischer Architekt
- Angelidis, Mike (* 1985), kanadischer Eishockeyspieler und -scout
- Angelidou, Klairi (1932–2021), zyprische Poetin, Lehrerin und Politikerin
- Angelidou, Marlain (* 1978), griechische Sängerin
- Angelika, Black (* 1987), rumänische Pornodarstellerin
- Angélil, René (1942–2016), kanadischer Sänger und ManagerRené Angélil (1942–2016)

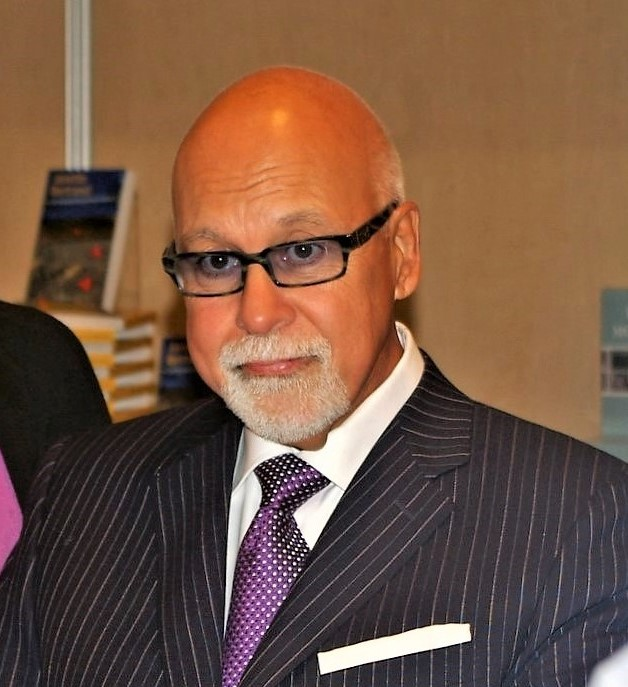
René Angélil (1942–2016)

- Angelilli, Roberta (* 1965), italienische Politikerin, MdEP
- Angelillo, Antonio (1937–2018), argentinisch-italienischer Fußballspieler und -trainer
- Angelillo, Edi (* 1961), italienische Schauspielerin und Sängerin
- Angelillo, Pepe (* 1960), argentinischer Jazzpianist, Arrangeur und Komponist
- Angelim, Ronaldo (* 1975), brasilianischer Fußballspieler
- Angelin, Nils Peter (1805–1876), schwedischer Paläontologe
- Angelina (* 1983), italienische Volksmusiksängerin (Südtirol)
- Angelina (* 2000), brasilianische Fußballspielerin
- Angelina von Serbien († 1520), Heilige der serbisch-orthodoxen Kirche
- Angelina, Ellen (* 1976), indonesische Badmintonspielerin
- Angelina, Eva (* 1985), US-amerikanische Pornodarstellerin
- Angelina, Praskowja Nikititschna (1913–1959), sowjetische Traktoristin und Stalinpreisträgerin
- Angelini, Alberto (* 1974), italienischer Wasserballspieler
- Angelini, Anacleto (1914–2007), italienisch-chilenischer Unternehmer (Milliardär)
- Angelini, Armando (1891–1968), italienischer Politiker
- Angelini, Costanzo (1760–1853), italienischer Maler, Graveur und Literat
- Angelini, Domenico (1777–1851), italienischer Bischof
- Angelini, Fiorenzo (1916–2014), italienischer Geistlicher, Kardinal der römisch-katholischen Kirche
- Angelini, Francisco (* 1982), mexikanischer Schauspieler
- Angelini, Giuseppe (1810–1876), italienischer Kurienbischof und Weihbischof im Bistum Rom
- Angelini, Josephine (* 1975), US-amerikanische Autorin
- Angelini, Marco (* 1984), österreichischer Singer-Songwriter und Arzt
- Angelini, Nando (1933–2025), italienischer SchauspielerNando Angelini (1933–2025)

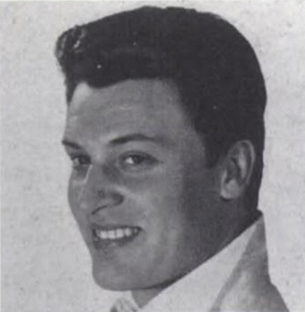
Nando Angelini (1933–2025)

- Angelini, Riccardo (* 1981), italienischer Schauspieler
- Angelini, Tito (1806–1878), italienischer Bildhauer
- Angeliño (* 1997), spanischer Fußballspieler
- Angelinos, Theodoros (* 1984), griechischer Tennisspieler
- Angelion, griechischer Bildhauer
- Angelis, Alfredo De (1910–1992), argentinischer Tango-Musiker und -Komponist
- Angelis, Apostolos (* 1993), griechischer Biathlet
- Angelis, Maximilian de (1889–1974), österreichisch-deutscher Offizier, zuletzt General der Artillerie im Zweiten Weltkrieg
- Angelis, Nazzareno De (1881–1962), italienischer Opernsänger
- Angelis, Odysseas (1912–1987), griechischer Offizier und Politiker
- Angelis, Roman De (* 2001), kanadischer Autorennfahrer
- Angelis, Victoria De (* 2000), italienische Musikerin
- Angelita von Anzio, Kleinkind, das 1944 verschwandAngelita von Anzio

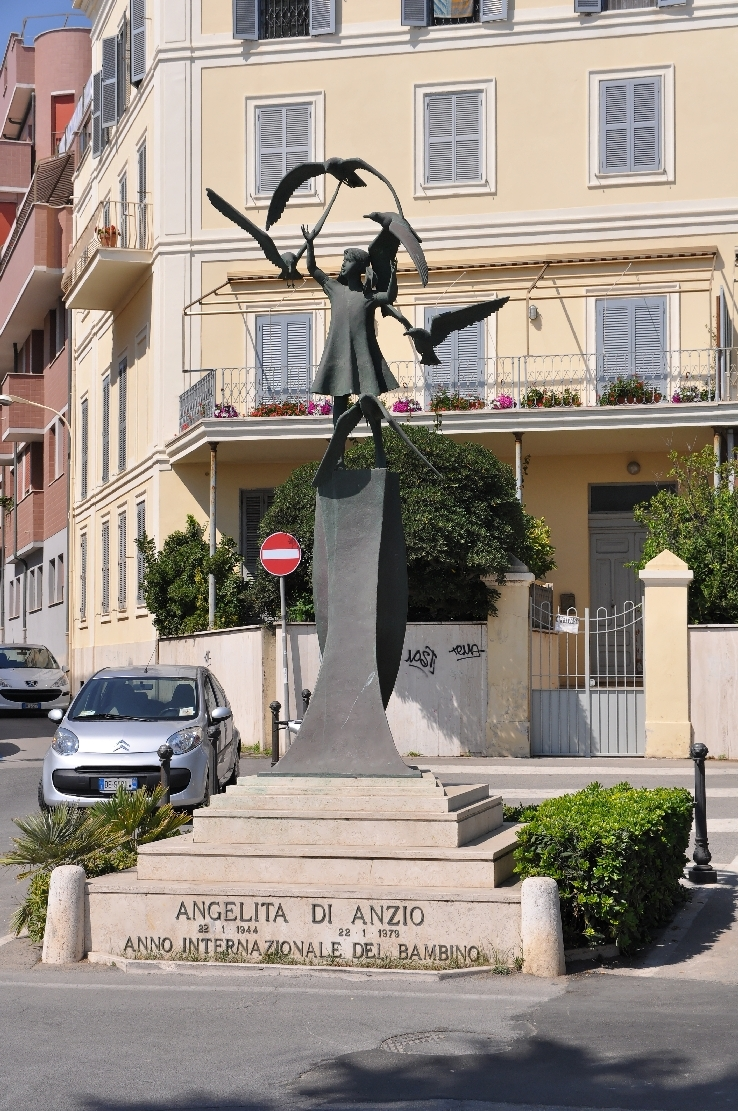
Angelita von Anzio

##### Angell
- Angell, Alexis Caswell (1857–1932), US-amerikanischer Jurist
- Angell, Austen (1933–2021), australischer und US-amerikanischer Chemiker und Physikochemiker
- Angell, Bjarne (1888–1938), norwegischer Tennisspieler
- Angell, Homer D. (1875–1968), US-amerikanischer Politiker
- Angell, James Burrill (1829–1916), US-amerikanischer Sprachwissenschaftler, Historiker, Universitätspräsident, Journalist und Diplomat
- Angell, James Rowland (1869–1949), US-amerikanischer Psychologe
- Angell, Kenneth Anthony (1930–2016), US-amerikanischer Geistlicher und Bischof von Burlington
- Angell, Lisa (* 1968), französische Sängerin
- Angell, Nicholas (* 1979), US-amerikanischer Eishockeyspieler
- Angell, Norman (1872–1967), britischer Publizist, Friedensnobelpreisträger
- Angell, Robert Cooley (1899–1984), US-amerikanischer Soziologe
- Angell, Tommy (1924–2022), US-amerikanische Fechterin
- Angelle, Scott (* 1961), US-amerikanischer Politiker
- Angello, Steve (* 1982), griechisch-schwedischer House-DJ und MusikproduzentSteve Angello (* 1982)

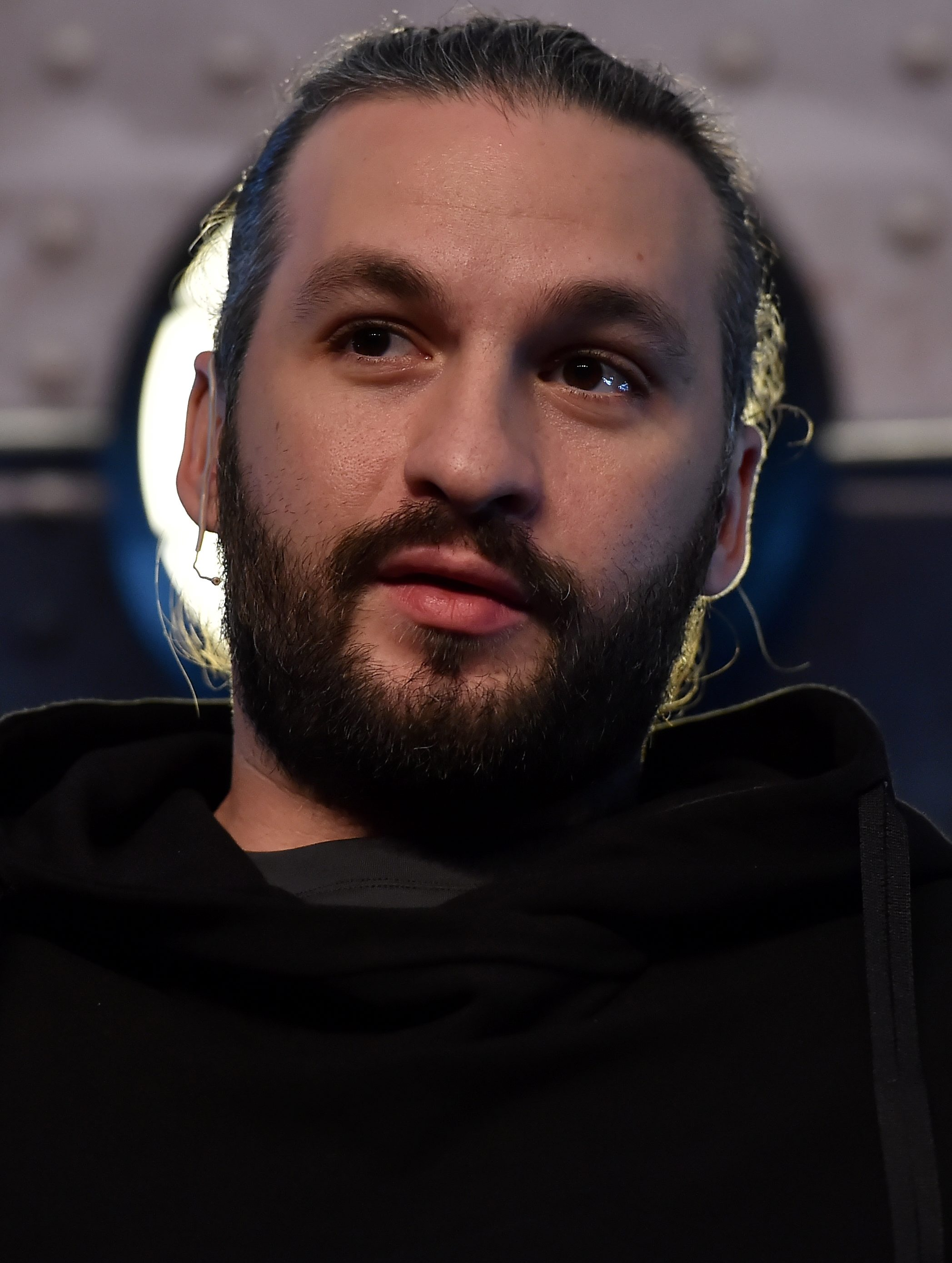
Steve Angello (* 1982)

- Angelloz, Joseph-François (1893–1978), französischer Germanist und Hochschullehrer

##### Angelm
- Angelmaier, Claudia (* 1972), deutsche Fotografin
- Angelman, Harry (1915–1996), britischer Kinderarzt

##### Angelo
- Ângelo (* 2004), brasilianischer Fußballspieler
- Angelo Neto, José d’ (1917–1990), brasilianischer Geistlicher, römisch-katholischer Erzbischof von Pouso Alegre
- Ângelo, Carolina Beatriz (1878–1911), portugiesische Ärztin und Frauenrechtlerin
- Angelo, Fina, vanuatische Fußballschiedsrichterin
- Angelo, Gottfried Nicolai (1767–1816), Kupferstecher und Lehrer für Kupferstechen in Dänemark
- Angelo, Jean (1875–1933), französischer Schauspieler, hauptsächlich der Stummfilmzeit
- Angelo, Karl d’ (1890–1945), deutscher Politiker (NSDAP), SS-Mitglied
- Angelo, Mario (1950–2015), österreichischer Autor, Drehbuchautor und Regisseur
- Angelo, Mario d’ (* 1954), französischer Hochschullehrer und Berater
- Angelo, Nino de (* 1963), deutscher SchlagersängerNino de Angelo (* 1963)

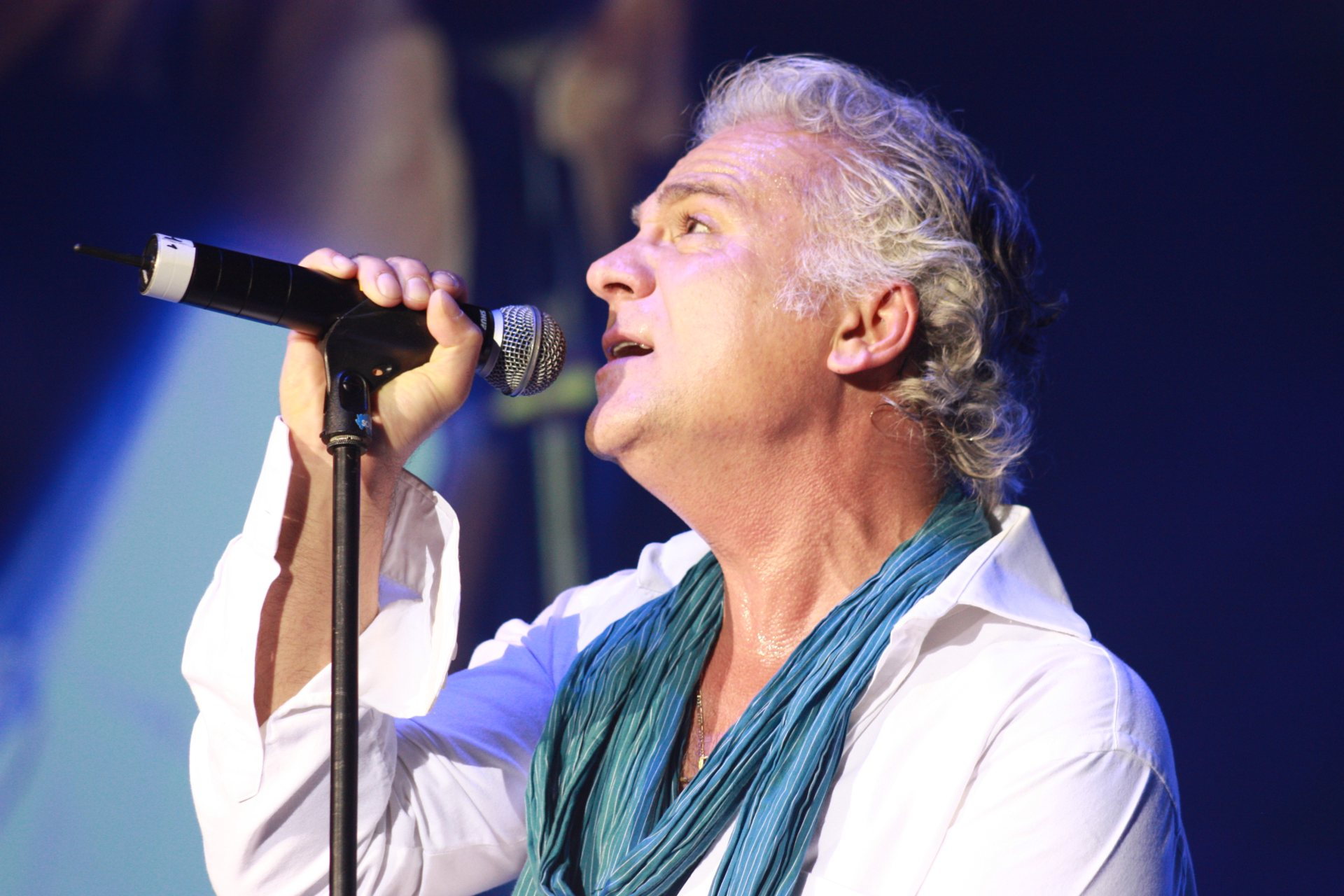
Nino de Angelo (* 1963)

- Angelo, Richard (* 1962), US-amerikanischer Serienmörder
- Angelo, Silvia (* 1969), österreichische Unternehmerin
- Angelo, Yves (* 1956), französischer Kameramann, Filmregisseur und Drehbuchautor
- Angeloch, Dominic (* 1979), deutscher Literaturwissenschaftler, Philosoph, Übersetzer und Schriftsteller
- Angelocrator, Daniel (1569–1635), deutscher reformierter Theologe
- Angeloff, Stephan (1878–1964), bulgarischer Wissenschaftler, Rektor der Sofioter Universität St.-Kliment-Ohridski, Direktor des Mikrobiologischen Instituts der Bulgarischen Akademie der Wissenschaften
- Angeloff, Therese (1911–1985), deutsche Kabarettistin und Schauspielerin
- Angeloni, Adriano (* 1983), italienischer Radrennfahrer
- Angeloni, Bruno (* 1955), italienischer Jazzmusiker (Altsaxophon)
- Angeloni, Francesco (1587–1652), italienischer Antiquar, Beamter der Kurie, Schriftsteller und Sammler
- Angeloni, Luciano (1917–1996), italienischer Geistlicher, römisch-katholischer Erzbischof und Diplomat des Heiligen Stuhls
- Angeloni, Maurizio (* 1959), italienischer Regisseur
- Angelopoulos, Lykourgos (1941–2014), griechischer Musikwissenschaftler und Kirchenmusiker
- Angelopoulos, Theo (1935–2012), griechischer Filmregisseur
- Angelopoulos-Daskalaki, Gianna (* 1955), griechische Politikerin
- Angelosi, Yaba (* 1986), amerikanisch-südsudanesischer Musiker
- Angelou, Maya (1928–2014), US-amerikanische Schriftstellerin, Professorin und BürgerrechtlerinMaya Angelou (1928–2014)

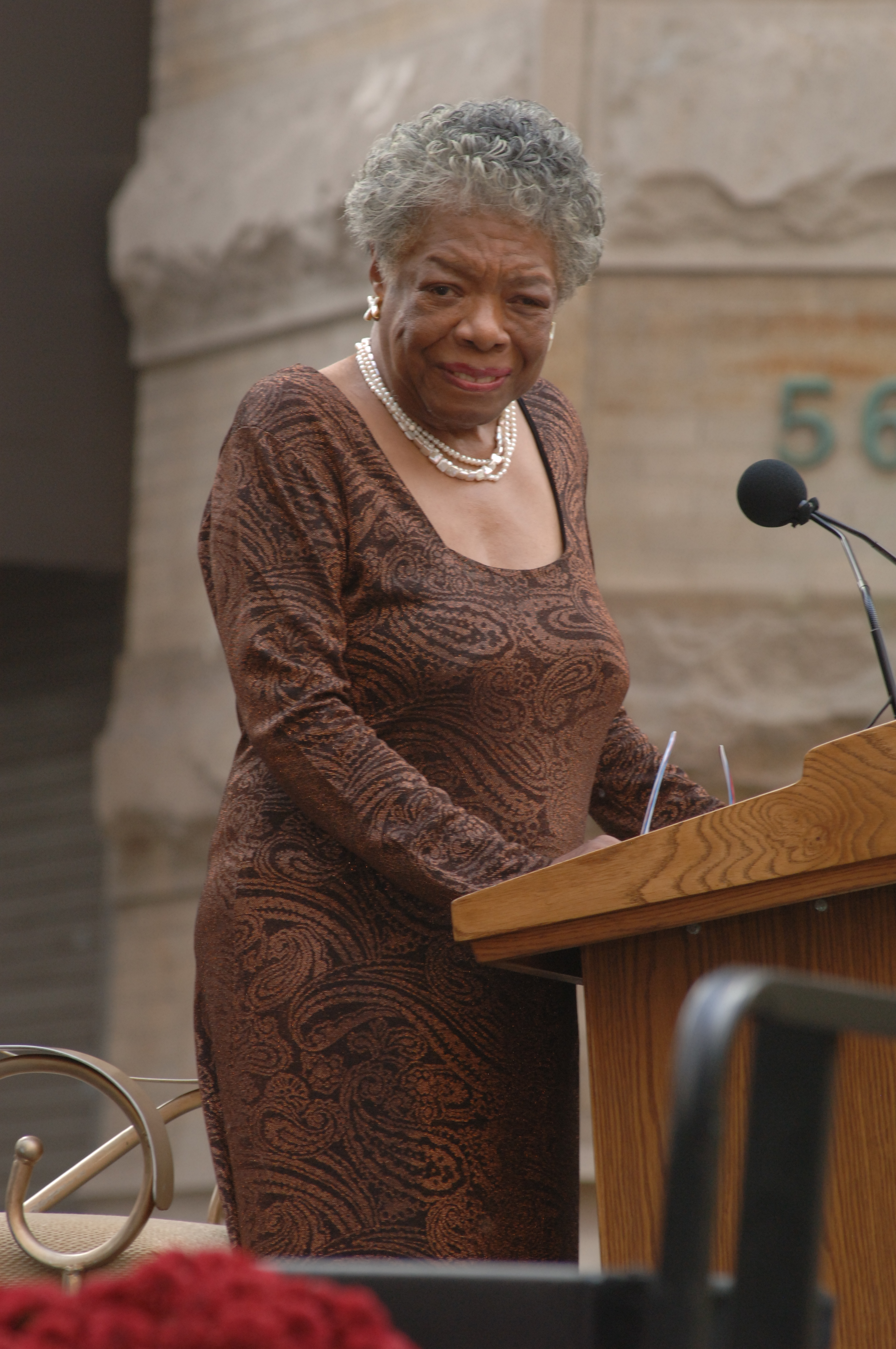
Maya Angelou (1928–2014)

- Angelov, Dimiter (* 1972), bulgarischer Byzantinist
- Angelov, Petar (* 1977), mazedonischer Handballspieler
- Angelov, Vladimir (* 1966), bulgarisch-amerikanischer Choreograf und Autor
- Angelova, Silviya (* 1982), aserbaidschanische Gewichtheberin
- Angelovič, Stanislav (* 1982), slowakischer Fußballspieler
- Angelovski, Branislav (* 1977), mazedonischer Handballspieler
- Angelovski, Igor (* 1976), mazedonischer Fußballspieler und -trainer
- Angelow Tontschew, Dimo (* 1952), bulgarischer Radrennfahrer
- Angelow, Angel (* 1948), bulgarischer Boxer
- Angelow, Anju (* 1942), bulgarischer Politiker und General
- Angelow, Bojko (* 1965), bulgarischer Radrennfahrer
- Angelow, Christomir (* 1987), bulgarischer Radrennfahrer
- Angelow, Dimityr (1904–1977), bulgarischer Schriftsteller
- Angelow, Emil (* 1980), bulgarischer Fußballspieler
- Angelow, Iwan (1864–1924), bulgarischer Maler
- Angelow, Iwo (* 1984), bulgarischer Ringer
- Angelow, Jürgen (* 1961), deutscher Historiker
- Angelow, Pawel (* 1991), bulgarischer Rennrodler
- Angelow, Stanislaw (* 1978), bulgarischer Fußballspieler
- Angelow, Stefan (1947–2019), bulgarischer Ringer
- Angelow, Todor (1900–1943), bulgarischer kommunistischer Revolutionär und Kämpfer im belgischen Widerstand
- Angelowa, Nedjalka (* 1949), bulgarische Fünfkämpferin, Weitspringerin und Hürdenläuferin
- Angelowa-Winarowa, Wiktorija (1902–1947), bulgarische Architektin
- Angelowicz, Antoni (1759–1814), ukrainischer katholischer Theologe der Unierten Kirchen und Bischof
- Angelowski, Myriane (* 1963), deutsche Autorin
- Angéloz, Emile (1924–2022), Schweizer Bildhauer, Lithograf und Zeichner
- Angelozzi, Pietro (1925–2015), italienisch-schweizerischer Art-brut-Künstler

##### Angelr
- Angelripper, Tom (* 1963), deutscher Sänger und Bassist der Band SodomTom Angelripper (* 1963)

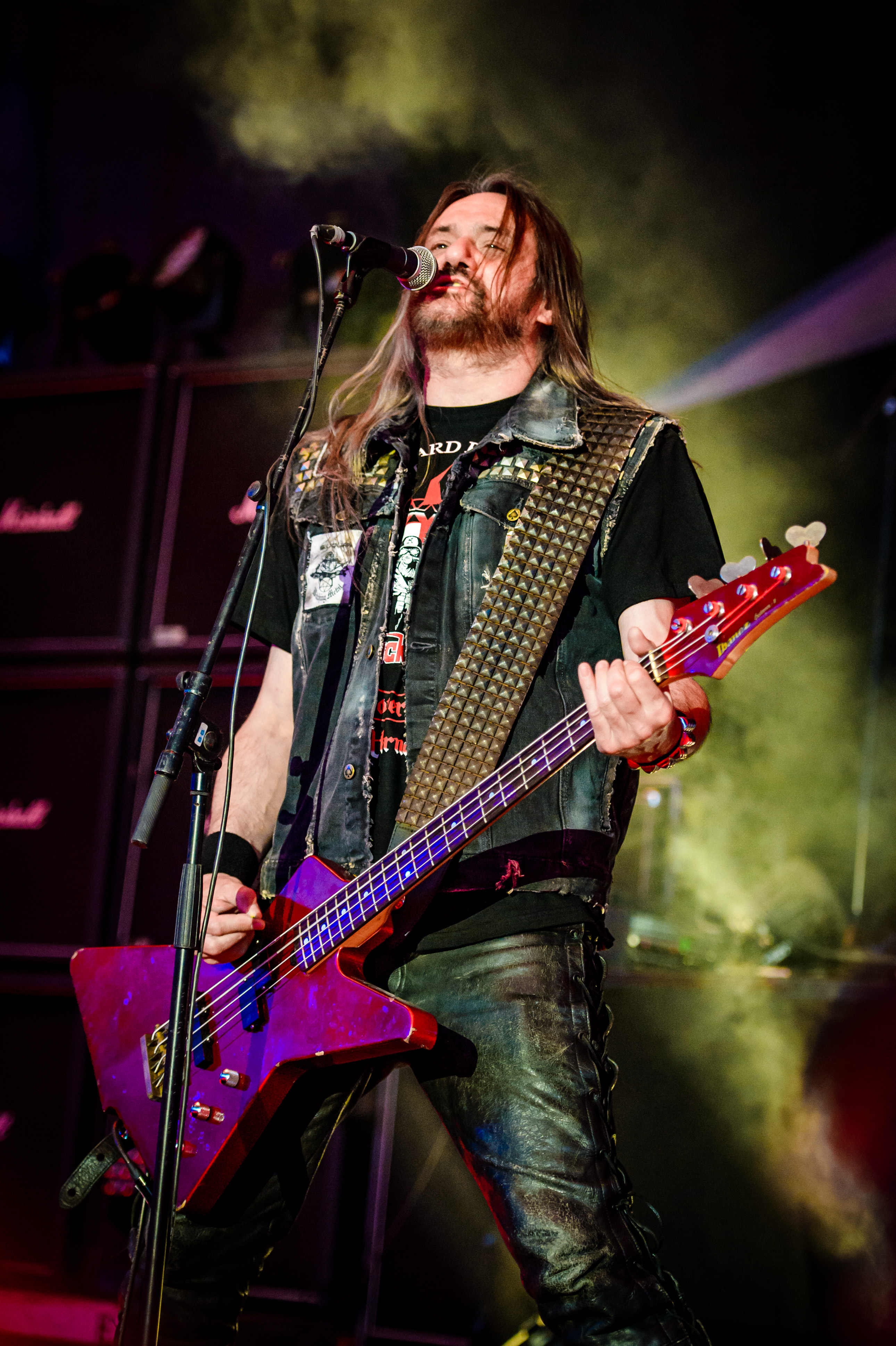
Tom Angelripper (* 1963)

##### Angels
- Angelsberger, Barbara (* 1951), Schweizer Politikerin (FDP)
- Angelsen, Peter (* 1935), norwegischer Politiker
- Angelsen, Tonje (* 1990), norwegische Leichtathletin
- Angelson, Genevieve (* 1987), US-amerikanische Schauspielerin

##### Angelu
- Angelucci, Arnaldo (1854–1933), italienischer Augenarzt
- Angelucci, Gianfranco (* 1946), italienischer Schriftsteller, Filmregisseur und Autor
- Angelucci, Nicola (* 1979), italienischer Jazzmusiker (Schlagzeug)
- Angelucci, Umberto, italienischer Regieassistent und Filmregisseur
- Angeluni, Giuseppe (1738–1816), griechisch-katholischer Erzbischof der albanischen Eparchie Durrës
- Angelus der Karmelit (* 1185), palästinischer Karmelit
- Angelus Silesius (1624–1677), deutscher BarockdichterAngelus Silesius (1624–1677)

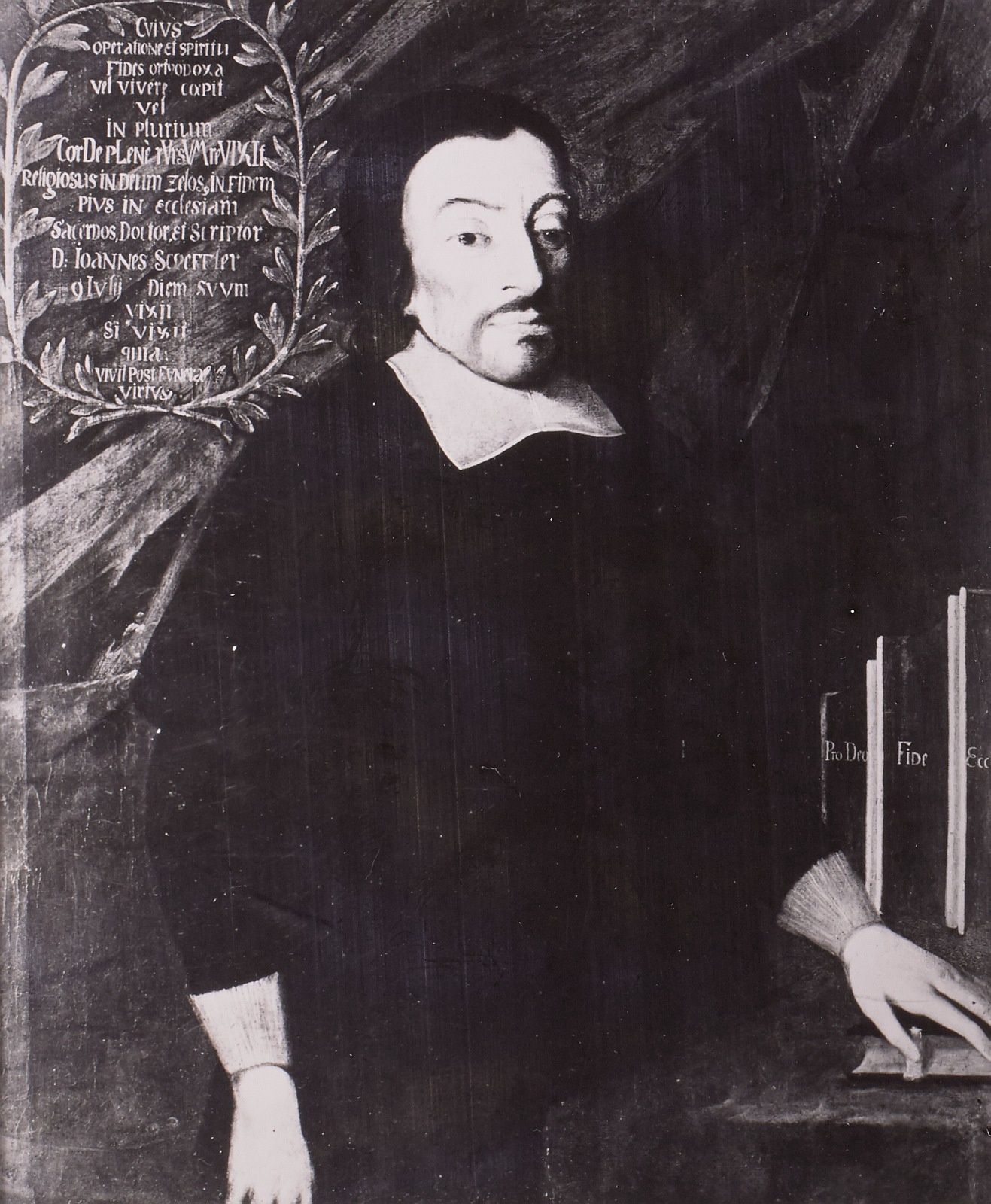
Angelus Silesius (1624–1677)

- Angelus, Andreas (1561–1598), deutscher Pfarrer, Inspektor und Chronist
- Angelus, Johannes (1542–1608), deutscher lutherischer Theologe
- Angeluschew, Boris (1902–1966), bulgarischer Grafiker
- Angelusz, Róbert (1939–2010), ungarischer Soziologe

##### Angely
- Angely, Louis (1787–1835), deutscher Lustspieldichter
- Angély, Mathys (* 2007), französischer Fußballspieler
- Angelyne (* 1950), US-amerikanisches Fotomodell, Schauspielerin und Sängerin

#### Angen
- Angenend, Yannik (* 2000), deutscher Snowboarder
- Angenendt, Arnold (1934–2021), deutscher Priester, römisch-katholischer Theologe und Kirchenhistoriker
- Angenendt, Erich (1894–1962), deutscher Fotograf
- Angenendt, Tristan (* 1985), deutscher klassischer Gitarrist und Musiker
- Angenendt, Wilhelm (1950–2013), deutscher Bauingenieur und Verkehrswissenschaftler
- Angenent, Henk (1930–1977), niederländischer Fußballspieler und -trainer
- Angenent, Largus (* 1969), niederländischer Mikrobiologe und Bioingenieur
- Angenfort, Josef (1924–2010), deutscher Widerstandskämpfer und Politiker (KPD/DKP), MdL
- Angenheister, Gustav (1878–1945), deutscher Geophysiker
- Angenheister, Gustav (1917–1991), deutscher Geophysiker
- Angénieux, Pierre (1907–1998), französischer Mathematiker, Ingenieur und Unternehmer
- Angennes, Catherine Henriette d’ († 1714), französische Adlige und Kurtisane
- Angennes, Charles François d’ (1648–1691), französischer Adliger, Marquis von Maintenon
- Angennes, Julie d’ († 1671), französische Adelige
- Angenot, Oscar Emmanuel (1857–1922), belgischer Porträt-, Genre- und Blumenmaler der Düsseldorfer Schule
- Angenvoorth, Paul (1945–2023), deutscher Marathonläufer

#### Anger
- Anger, Ain (* 1971), estnischer Opernsänger (Bass)
- Anger, Alvin (1859–1924), deutscher Architekt und Hochschullehrer
- Anger, Anton (1929–2013), österreichischer Unternehmer und Erfinder
- Anger, Carl Theodor (1803–1858), deutscher Mathematiker und Astronom
- Anger, Cédric (* 1975), französischer Filmregisseur und Drehbuchautor
- Anger, Charlotte (1875–1957), deutsche Malerin, Grafikerin und Kunstgewerblerin
- Anger, Darol (* 1953), US-amerikanischer Geiger
- Anger, Edvin (* 2002), schwedischer Skilangläufer
- Anger, Ernst Sigismund von (1723–1788), preußischer Landrat und Gutsbesitzer
- Anger, Fritz (* 1912), deutscher Radrennfahrer, nationaler Meister im Radsport
- Anger, Gerhard (* 1975), deutscher Politiker (Piratenpartei)
- Anger, Hal (1920–2005), US-amerikanischer Elektroingenieur und Biophysiker
- Anger, Hans (1920–1998), deutscher Mediziner, Psychologe und Hochschullehrer
- Anger, Heinz (* 1941), österreichischer Maler
- Anger, Herbert (1892–1945), deutscher Grafiker, Illustrator, Karikaturist und Holzschneider
- Anger, Humfrey (1862–1913), kanadischer Organist, Komponist, Dirigent und Musikpädagoge
- Anger, Jane, englische Autorin und Feministin
- Anger, Kenneth (1927–2023), US-amerikanischer Filmemacher und AutorKenneth Anger (1927–2023)

Kenneth Anger (1927–2023)

- Anger, Kurt (1888–1961), deutscher Offizier, Generalmajor der Wehrmacht im Zweiten Weltkrieg
- Anger, Martin (1914–1990), deutscher Beamter und Schriftsteller
- Anger, Matt (* 1963), US-amerikanischer Tennisspieler
- Anger, Nicole (* 1976), deutsche Politikerin (Die Linke)
- Anger, Per (1913–2002), schwedischer Diplomat
- Anger, Renate (1943–2008), deutsche Künstlerin
- Anger, Richard (1873–1938), deutscher Maschinenbau-Ingenieur, preußischer Baubeamter und Hochschullehrer
- Anger, Rudolf (1806–1866), deutscher evangelischer Theologe und Philosoph
- Anger, Siegfried (1837–1911), deutscher Gymnasiallehrer
- Anger, Volker (* 1968), deutscher Ringer
- Anger-Schmidt, Gerda (1943–2017), österreichische Schriftstellerin
- Angerami, Salvatore (1956–2019), italienischer Geistlicher, Weihbischof in Neapel
- Angerbauer, Christian (1925–2008), deutscher Bildhauer
- Angerbauer, Johann (1929–1977), österreichischer Gold- und Silberschmied und Metallkünstler
- Angerbauer, Judith (* 1977), deutsche Drehbuchautorin und Filmregisseurin
- Angerbauer, Wolfram (1938–2011), deutscher Archivar
- Angerbauer-Goldhoff, Johannes (* 1958), österreichischer Schmuckkünstler, Bildhauer und Konzeptkünstler
- Angered Strandberg, Hilma (1855–1927), schwedische Schriftstellerin
- Angeren, Johannes van (1894–1959), niederländischer Politiker
- Angeren-Franz, Lily van (1924–2011), deutsche Sintizza
- Angerer, Albin (1885–1979), deutscher Arzt und Studentenhistoriker
- Angerer, Alexander (1868–1938), österreichischer Beamter und Handelsminister
- Angerer, Alexander (* 1996), deutscher Basketballspieler
- Angerer, Alfred (* 1974), österreichischer Gesundheitsökonom
- Angerer, Alina (* 1998), deutsche Fußballspielerin
- Angerer, Andreas (* 1990), österreichischer Politiker (Grüne), Abgeordneter zum Tiroler Landtag
- Angerer, August (1924–2008), deutscher Jurist, Präsident des Bundesaufsichtsamts für das Versicherungswesen
- Angerer, Bernd (* 1965), österreichischer Spezialeffekt-Animator
- Angerer, Constanze (* 1943), deutsche Richterin
- Angerer, Dieter (* 1952), österreichischer Hornist, Komponist und Arrangeur
- Angerer, Edmund (1740–1794), österreichischer Benediktinerpater, Kirchenmusiker und Komponist
- Angerer, Eduard (1816–1898), österreichischer Geistlicher
- Angerer, Ela (* 1964), österreichische Schriftstellerin und FotografinEla Angerer (* 1964)

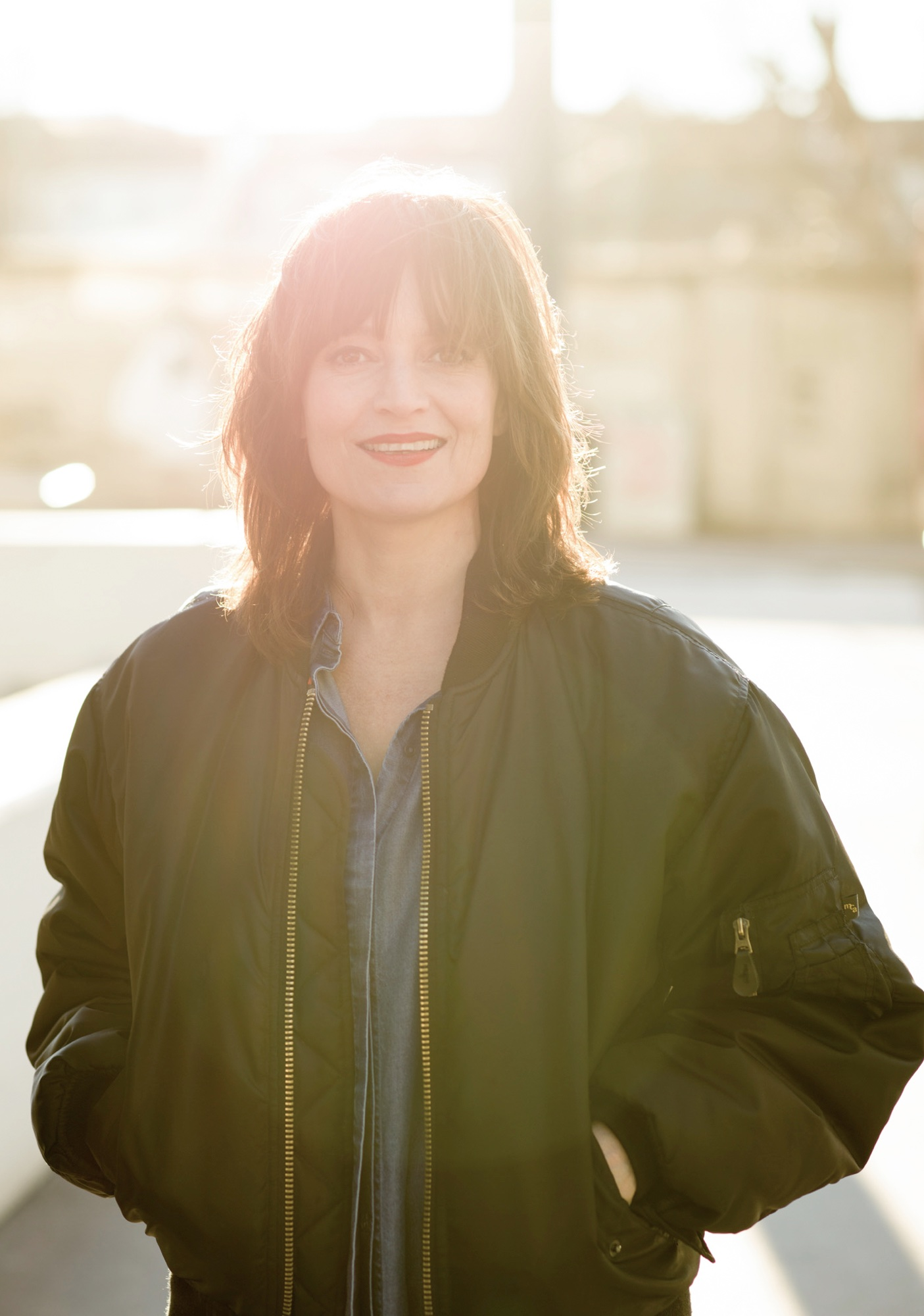
Ela Angerer (* 1964)

- Angerer, Emerich (1891–1966), österreichischer Tischler und Politiker
- Angerer, Ernst von (1881–1951), deutscher Physiker
- Angerer, Erwin (* 1964), österreichischer Politiker (FPÖ), Abgeordneter zum NationalratErwin Angerer (* 1964)

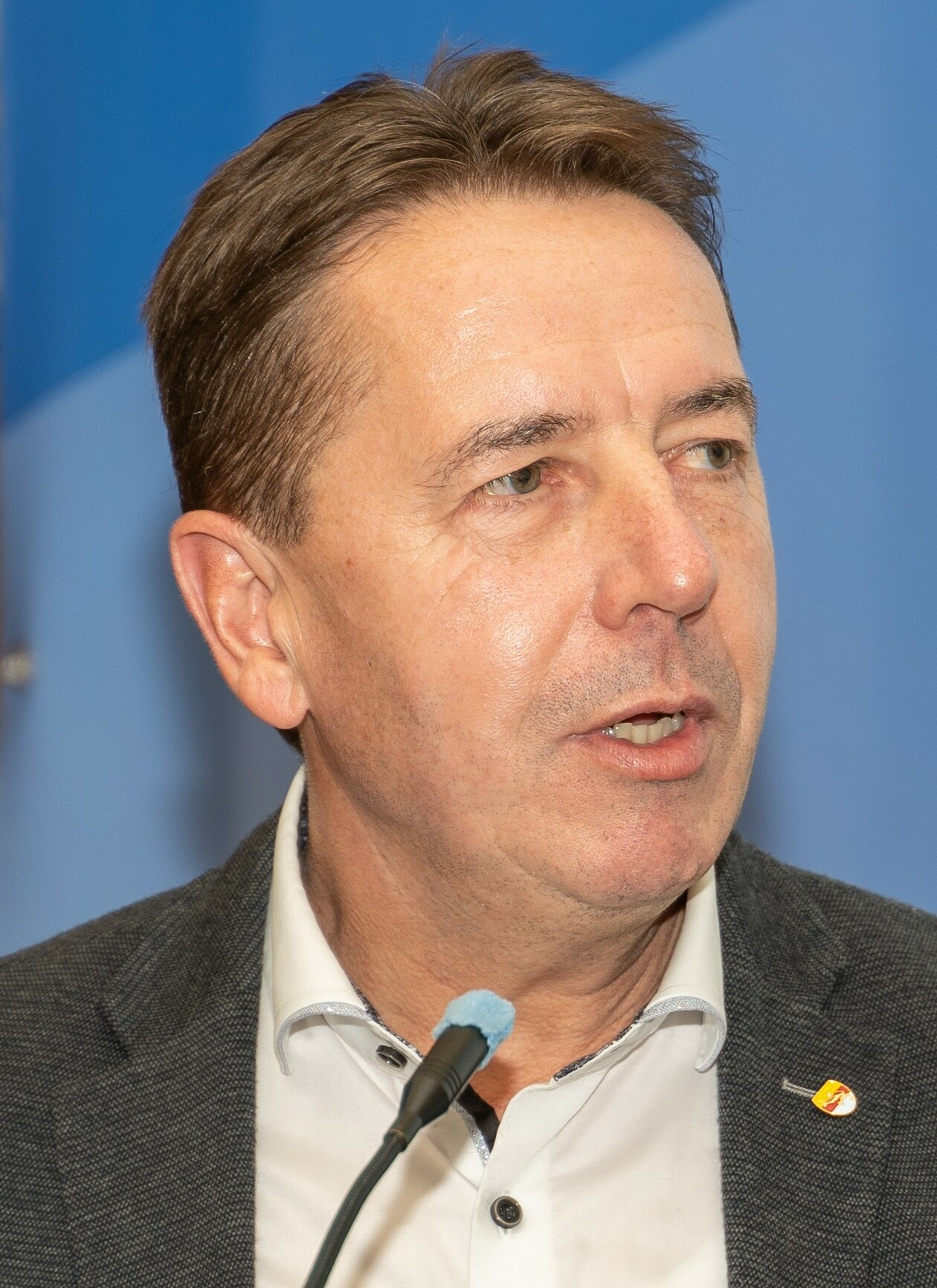
Erwin Angerer (* 1964)

- Angerer, Fred (1925–2010), deutscher Architekt
- Angerer, Georg Otto (1893–1951), deutscher Politiker (NSDAP)
- Angerer, Gottfried (1851–1909), deutscher Chordirigent und Komponist
- Angerer, Gottfried (* 1963), österreichischer Bassgitarrist, Musikpädagoge und Systemanalytiker
- Angerer, Gregor (1476–1548), römisch-katholischer Bischof und Diplomat
- Angerer, Hannes (* 1994), österreichischer Grasskiläufer
- Angerer, Hans († 1650), deutscher Gitarrenbauer
- Angerer, Hans (1871–1944), österreichischer Geologe und Politiker (GdV), Landtagsabgeordneter, Abgeordneter zum Nationalrat
- Angerer, Hans (1941–2012), deutscher Beamter
- Angerer, Hermann (1875–1958), deutscher Ingenieur und Reichsbahndirektionspräsident
- Angerer, Jo (* 1956), deutscher Fernsehjournalist und Korrespondent
- Angerer, Joachim (1934–2019), deutscher Ordensgeistlicher, Prämonstratenser, Abt, Musikwissenschaftler
- Angerer, Johann Baptist (1801–1878), deutscher Politiker und Landwirt
- Angerer, Joseph (1735–1779), Salzburger Bildhauer des Rokoko
- Angerer, Karin (* 1964), deutsche Juristin
- Angerer, Karl (* 1979), deutscher Bobpilot
- Angerer, Karl von (1883–1945), deutscher Mikrobiologe und Hygieniker
- Angerer, Kathrin (* 1970), deutsche Theater- und Filmschauspielerin
- Angerer, Klara (* 1965), italienische Skilangläuferin
- Angerer, Leonhard (1861–1934), österreichischer Benediktiner, Lehrer und Naturforscher
- Angerer, Ludwig (1827–1879), österreichischer Fotograf
- Angerer, Ludwig Valentin (1938–2025), deutscher Architekt, Maler, Bildhauer und Autor
- Angerer, Manfred (1953–2010), österreichischer Musikwissenschaftler
- Angerer, Margit (1895–1978), ungarische Opern- und Konzertsängerin (Sopran)
- Angerer, Marie-Luise (1958–2024), deutsch-österreichische Medien- und Kulturwissenschaftlerin
- Angerer, Martin (* 1977), österreichischer Trompeter
- Angerer, Matthias, Persönlichkeit des Deutschen Bauernkrieges
- Angerer, Max (1877–1955), österreichischer Maler
- Angerer, Mea (1905–1978), österreichische Textilkünstlerin und Gebrauchsgrafikerin
- Angerer, Nadine (* 1978), deutsche FußballspielerinNadine Angerer (* 1978)

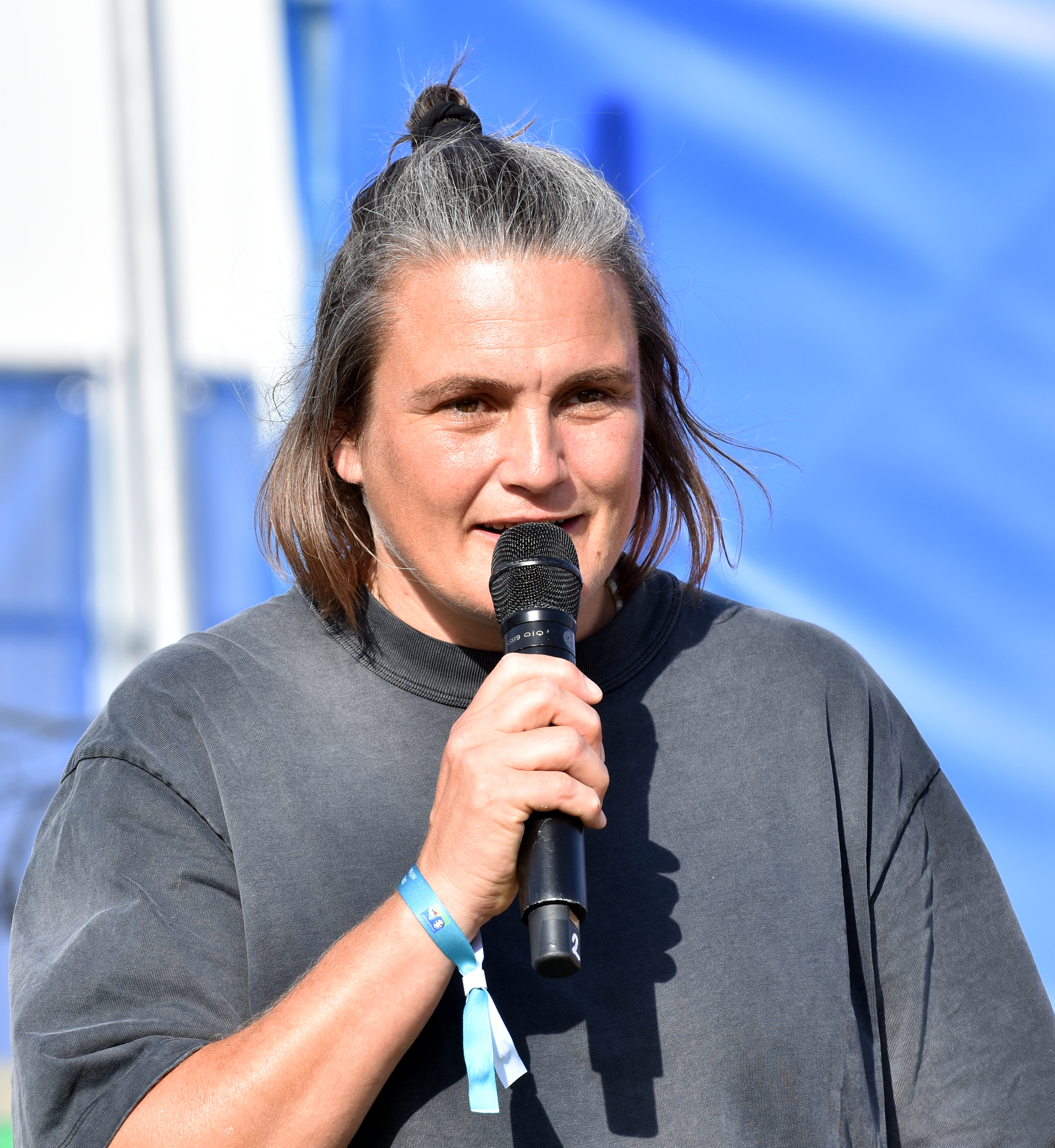
Nadine Angerer (* 1978)

- Angerer, Ottmar von (1850–1918), deutscher Chirurg und Hochschullehrer
- Angerer, Paul (1927–2017), österreichischer Dirigent, Bratschist, Komponist und Radiomoderator
- Angerer, Peter (* 1959), deutscher Biathlet
- Angerer, Renate (* 1947), österreichische Politikerin (SPÖ), Wiener Bezirksvorsteherin
- Angerer, Rudolf (1923–1996), österreichischer Illustrator und Karikaturist
- Angerer, Tim (* 1972), deutscher Politiker (SPD), politischer Beamter
- Angerer, Tobias (* 1977), deutscher Skilangläufer
- Angerer, Tobias (* 1990), österreichischer Naturbahnrodler
- Angerer, Toni (1956–1975), deutscher Skispringer
- Angerer, Viktor (1839–1894), österreichischer Fotograf, Fotohändler und -verleger
- Angerer, Walter Andreas (* 1940), deutscher Kunstmaler
- Angerer, Wilhelm (1904–1982), österreichischer Fotograf
- Angerer-Niketa, Walter (1940–2021), österreichischer Künstler und Bildhauer
- Angerfist (* 1981), niederländischer Hardcore-Techno-Musiker und DJAngerfist (* 1981)

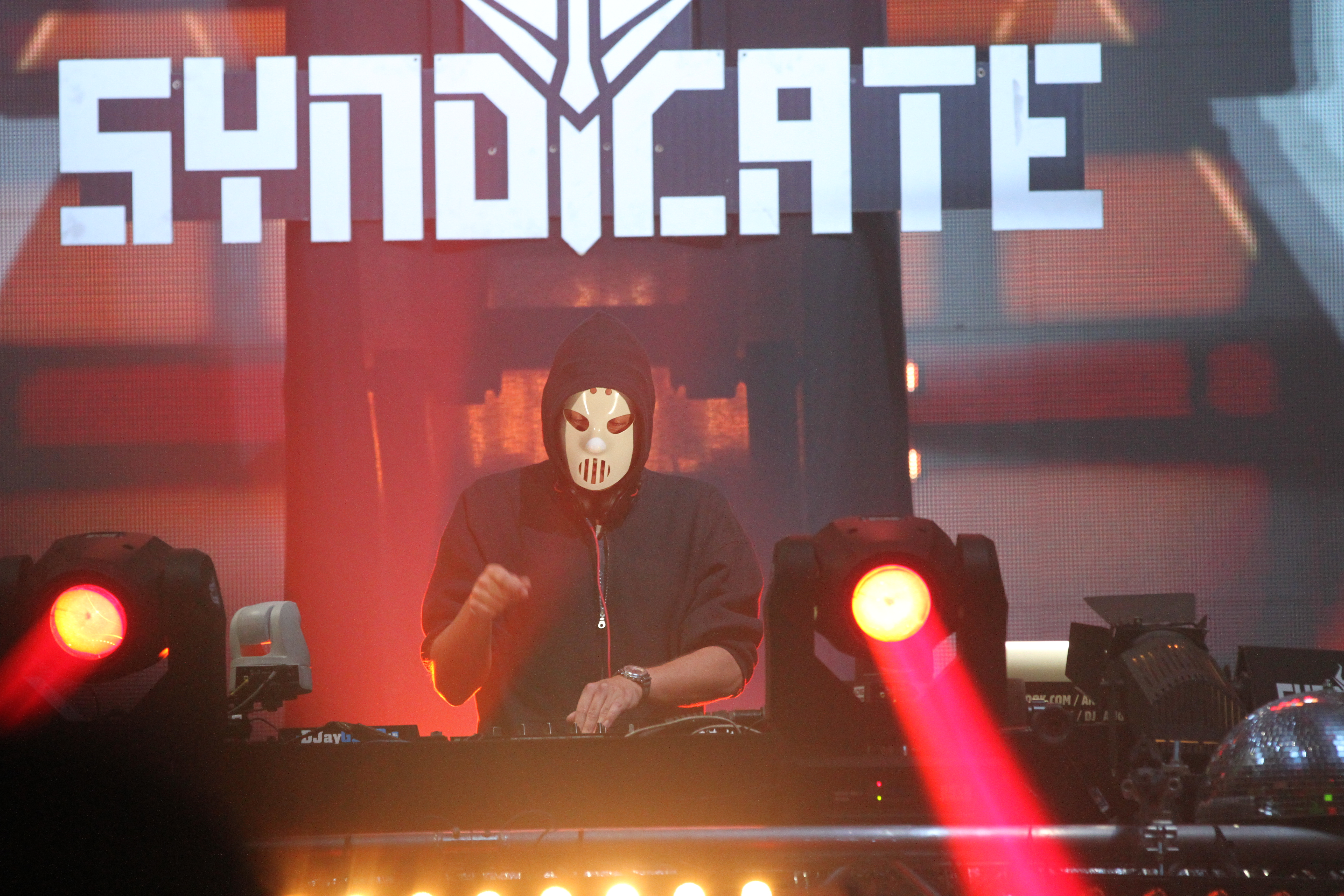
Angerfist (* 1981)

- Angerhausen, Brigitte (* 1966), deutsche Pianistin, Komponistin und Toningenieurin
- Angerhausen, Eugen (1878–1965), deutscher Kommunalpolitiker und Stadtverordneter in Krefeld
- Angerhausen, Julius (1911–1990), deutscher Weihbischof
- Angerhoefer, Ute (* 1937), deutsche Pädagogin
- Angerhofer, Robert (1895–1987), österreichischer Maler, Grafiker, Bildhauer und Innenausstatter
- Angerlehner, Heinz Josef (* 1943), österreichischer Industrieller und Kunstsammler
- Angerlehner, Margit (* 1972), österreichische Unternehmerin und Politikerin, Abgeordnete zum Oberösterreichischen Landtag
- Angermaier, Georg (1913–1945), deutscher Jurist, Staatswissenschaftler Widerstandskämpfer gegen den Nationalsozialismus
- Angermair, Christof († 1633), deutscher Bildhauer und Elfenbeinschnitzer
- Angermair, Jakob (* 1869), deutscher Architekt und Hauptkonservator am Bayerischen Nationalmuseum
- Angermair, Rupert (1899–1966), deutscher katholischer Moraltheologe und Fachbuchautor
- Angermann, Anna Elisabeth (1883–1985), deutsche Malerin
- Angermann, Clara (* 1754), Begründerin der Tambourstickerei in Eibenstock
- Angermann, Constantin Theodor (1844–1911), deutscher Pädagoge und Klassischer Philologe
- Angermann, Constanze (* 1964), deutsche Journalistin und Fernsehmoderatorin
- Angermann, David (1762–1806), böhmischer Maler
- Angermann, Erhard (1931–2018), deutscher Maler und Lithograf, Steindrucker und Verleger
- Angermann, Erich (1911–1968), deutscher Funktionär (KPD, SED), Erster Sekretär des VKSK
- Angermann, Erich (1927–1992), deutscher Historiker und Professor für nordamerikanische Geschichte
- Angermann, Ernst-Ingolf (* 1960), deutscher Politiker (CDU), MdL
- Angermann, Fritz (1906–1944), deutscher Sänger
- Angermann, Gertrud (1923–2010), deutsche Gymnasiallehrerin
- Angermann, Josef (1912–1944), österreichischer Schriftsetzer, Widerstandskämpfer, kommunist und KZ-Häftling
- Angermann, Klaudiusz (1861–1922), polnischer Politiker, Mitglied des Österreichischen Abgeordnetenhauses
- Angermann, Klaus (* 1938), deutscher Sportjournalist
- Angermann, Klaus (* 1953), deutscher Musikwissenschaftler und Operndramaturg
- Angermann, Kurt (1898–1978), deutscher Verwaltungsjurist und Regierungspräsident
- Angermann, Lisa (* 1991), deutsche Köchin
- Angermann, Louis (1861–1892), deutscher Architekt
- Angermann, Martin (1919–2004), deutscher Schauspieler
- Angermann, Norbert (* 1936), deutscher Historiker
- Angermann, Otto (1875–1938), deutscher Fechter und Olympiateilnehmer
- Angermann, Peter (* 1945), deutscher Künstler
- Angermann, Rudolf (1880–1954), deutscher Bibliothekar
- Angermann, Sophie (1892–1973), deutsche Übersetzerin
- Angermann, Ulrike (* 1962), deutsche Fernsehjournalistin
- Angermann, Wilhelm (1944–2015), deutscher Basketballspieler
- Angermannus, Abraham, schwedischer lutherischer Erzbischof
- Angermayer, Alfred (1881–1943), österreichischer Schriftsteller
- Angermayer, Erwin (1888–1963), österreichischer Höhlenforscher und Generalarzt der Wehrmacht
- Angermayer, Fred (1889–1951), österreichisch-deutscher Schriftsteller, Dramatiker und Drehbuchautor
- Angermayer, Johann Adalbert (1674–1742), deutsch-böhmischer Maler
- Angermayer, Karl (1862–1941), österreichischer Politiker, Stadtrat in Wien
- Angermayr, Aemilian (1735–1803), deutscher römisch-katholischer Theologe, Benediktiner-Mönch und Komponist
- Angermayr, Daniel (* 1974), österreichischer Bühnen- und Kostümbildner
- Angermeier, Angelika (* 1962), deutsche Krimi-Schriftstellerin
- Angermeier, Heinrich (1884–1945), kommunistischer Politiker und Landwirt
- Angermeier, Heinz (1924–2007), deutscher Historiker
- Angermeier, Rudolf (1876–1952), deutscher Verwaltungsjurist und Bürgermeister der Stadt Bensheim
- Angermeyer, Heinz (1909–1988), deutscher Filmproduzent
- Angermeyer, Helmut (1912–1992), deutscher Theologe und Professor
- Angermeyer, Hermann (1876–1955), deutscher Genremaler, Porträtmaler und Landschaftsmaler sowie Grafiker der Düsseldorfer Schule
- Angermeyer, Joachim (1923–1997), deutscher Unternehmer und Politiker (FDP), MdB
- Angermeyer, Matthias Claus (* 1941), deutscher MedizinerMatthias Claus Angermeyer (* 1941)

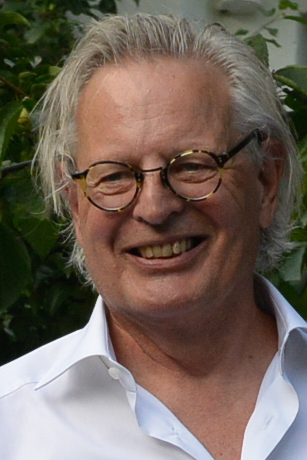
Matthias Claus Angermeyer (* 1941)

- Angermeyer, Uwe (* 1972), Brigadegeneral der Luftwaffe der Bundeswehr und Kommandeur Unterstützungsverbände im Luftwaffentruppenkommando
- Angermüller, Hans Heinrich (1928–2013), deutscher Politikwissenschaftler
- Angermüller, Horst (1926–2012), deutscher Dramaturg, Hörspielautor und Drehbuchautor
- Angermuller, Johannes (* 1973), deutscher Diskursforscher in den Bereichen Linguistik und Soziologie
- Angermüller, Josef (1949–1977), deutscher Motorrad-Bahnrennfahrer
- Angermüller, Monique (* 1984), deutsche Eisschnellläuferin
- Angermüller, Rudolph (1940–2021), deutscher Musikwissenschaftler
- Angermund, Lothar (* 1952), deutscher Fußballspieler
- Angern, Eva von (* 1976), deutsche Politikerin (Die Linke), Abgeordnete und RechtsanwältinEva von Angern (* 1976)

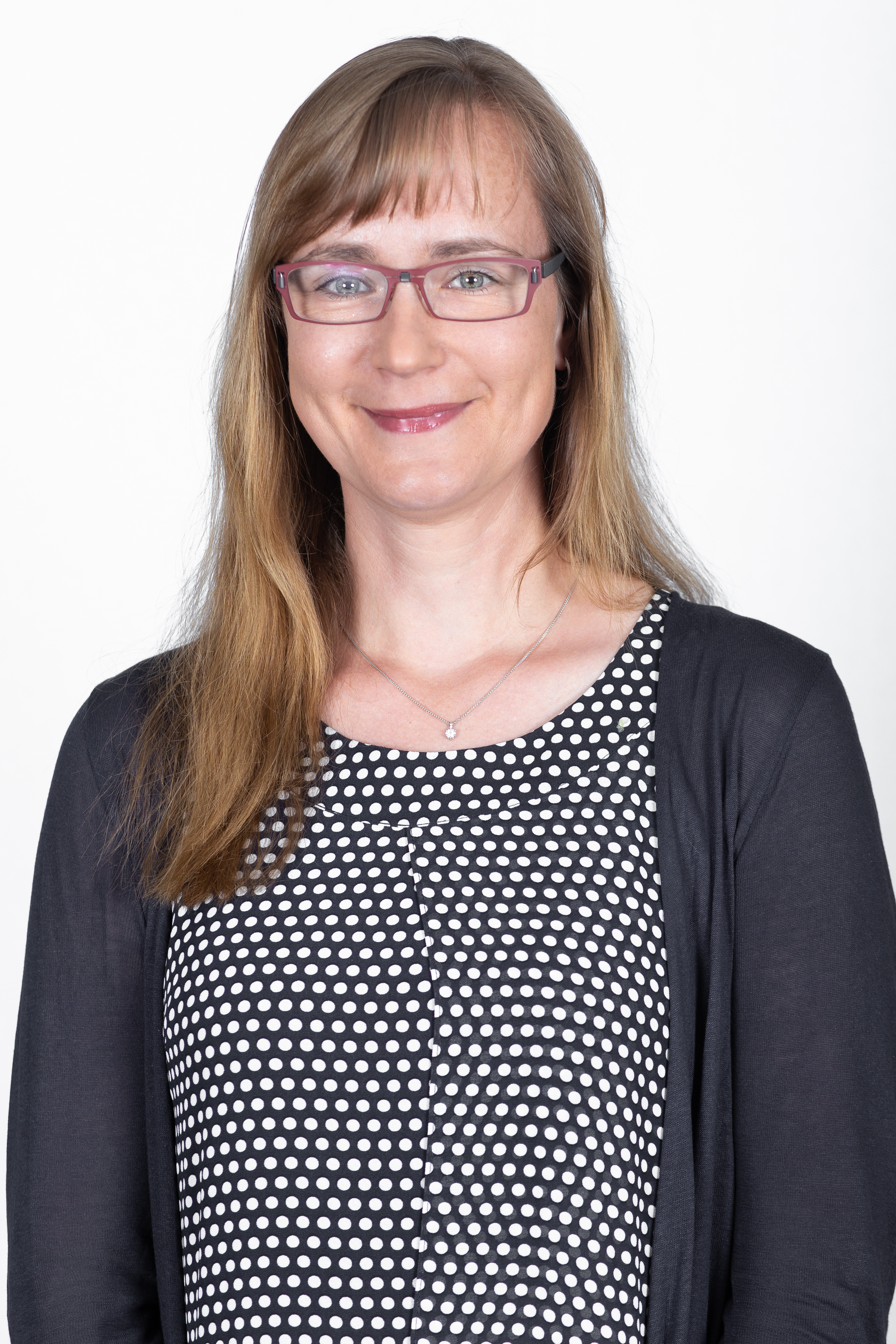
Eva von Angern (* 1976)

- Angern, Ferdinand von (1757–1828), preußischer Minister
- Angern, Gebhard Friedrich Ludolph von (1726–1791), preußischer Landrat und Gutsbesitzer
- Angern, Günther (1893–1943), deutscher Generalleutnant im Zweiten Weltkrieg
- Angern, Johannes (1861–1938), preußischer Generalmajor
- Angern, Marianne von (1898–1969), deutsche Schriftstellerin
- Angerpointner, Marietheres (1917–2005), deutsche Schauspielerin
- Angerpointner, Simon (1854–1930), deutscher Mühlen- und Sägewerkbesitzer und Politiker, MdR, Bürgermeister
- Angers, Auguste-Réal (1837–1919), kanadischer Politiker und Jurist
- Angerschmid, Michael (* 1974), österreichischer Fußballspieler und -trainer
- Angerstein, Andreas († 1570), deutscher römisch-katholischer Geistlicher, Domdechant in Lübeck
- Angerstein, Eduard Ferdinand (1830–1896), deutscher Arzt und Turnreformer
- Angerstein, Fritz (1891–1925), deutscher Massenmörder
- Angerstein, Hermann (1814–1890), deutscher Apotheker, Unternehmer und Kommerzienrat
- Angerstein, Karl (1890–1985), deutscher Generalleutnant im Zweiten Weltkrieg
- Angerstein, Marc (* 1971), deutscher Hörfunkmoderator, Journalist und Medien-Unternehmer
- Angerstein, Martha (1885–1972), deutsche Schauspielerin
- Angerstein, Reinhold Rücker (1718–1760), schwedischer Metallurg, Beamter und Unternehmer
- Angerstein, Wilhelm (1835–1893), deutscher Turnschriftsteller
- Angerstorfer, Andreas (1948–2012), deutscher römisch-katholischer Theologe und Judaist
- Angert, Florian (* 1992), deutscher Triathlet
- Angert, Pauline (* 1995), deutsche Schauspielerin
- Angervo, Olavi (* 2003), finnischer Schauspieler

#### Anget
- Angetter-Pfeiffer, Daniela (* 1971), österreichische Wissenschaftshistorikerin

#### Angev
- Angeville, Henriette d’ (1794–1871), französische AlpinistinHenriette d’Angeville (1794–1871)

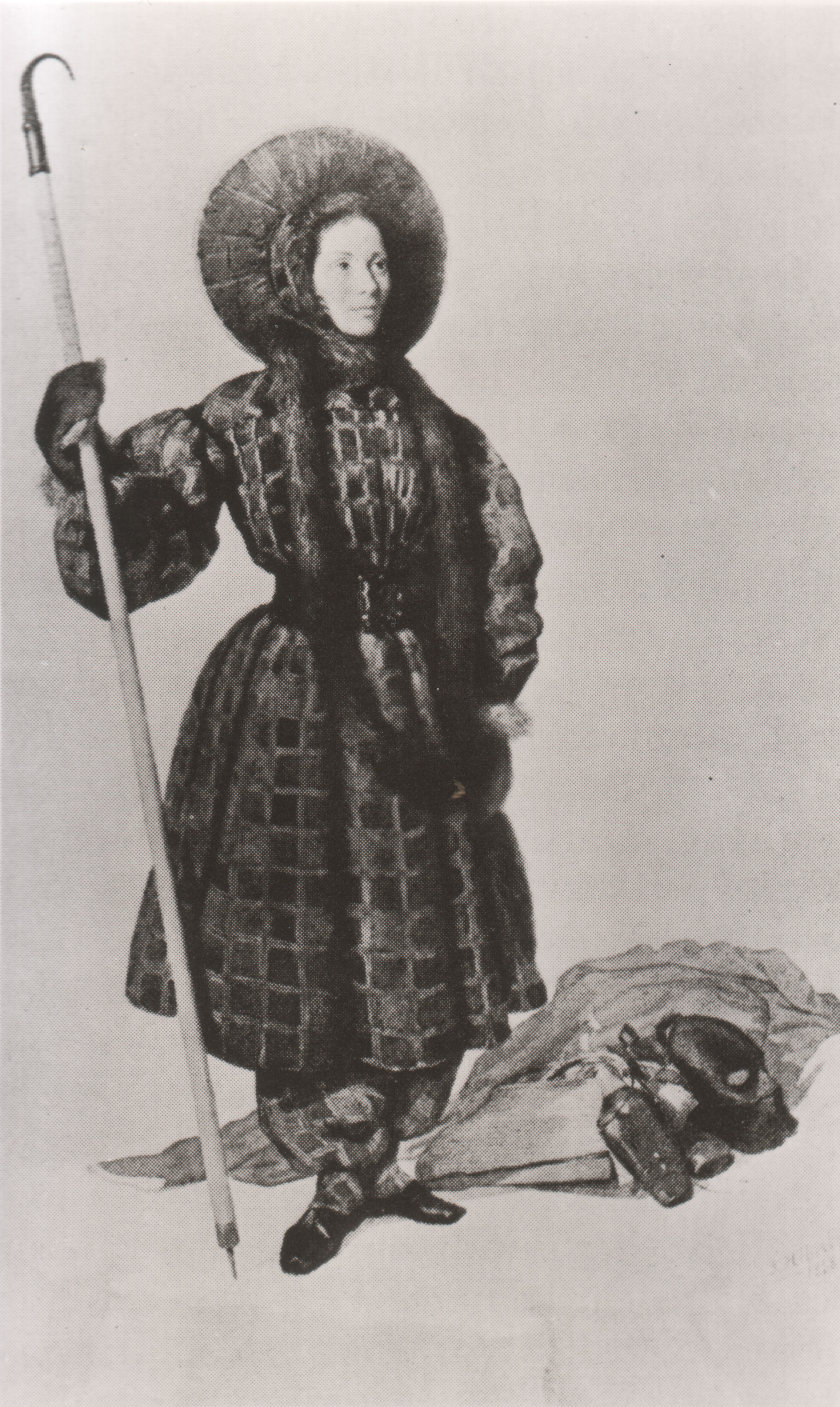
Henriette d’Angeville (1794–1871)

### Angg
- Anggraini, Nadia (* 1995), indonesische Hochspringerin
- Anggraini, Weni (* 1990), indonesische Badmintonspielerin
- Anggreny, Lily (* 1960), deutsche Behindertensportlerin
- Anggun (* 1974), indonesisch-französische Rock- und Pop-SängerinAnggun (* 1974)

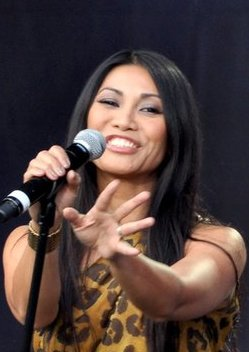
Anggun (* 1974)

- Angguni, Febby (* 1991), indonesische Badmintonspielerin

### Angh
- Angha, Martin (* 1994), schweizerischer Fußballspieler
- Anghel, Gheorghe (* 1960), rumänischer Geiger
- Anghel, Irinel (* 1969), rumänische Komponistin
- Anghel, Luminița (* 1968), rumänische Sängerin und Politikerin
- Anghel, Monica (* 1971), rumänische Sängerin
- Anghel, Petru (1931–2016), rumänischer Lyriker
- Anghel, Roxana (* 1998), rumänische Ruderin
- Anghel, Stelian (1952–2009), rumänischer Fußballspieler und Sportfunktionär
- Anghelache, George Daniel (* 1983), rumänischer Radrennfahrer
- Anghelescu, Cristina (* 1961), rumänische Geigerin
- Anghelescu, Giulia (* 1984), rumänische Pop-/Dance-Sängerin und DJ an den Radiostation Pro FM in Rumänien
- Anghelescu, Marcel (1909–1977), rumänischer Schauspieler
- Anghelini, Teodor (* 1954), rumänischer Fußballspieler
- Anghie, Antony (* 1961), australischer Jurist und Professor für Völkerrecht an der University of Utah
- Anghie, Tamara (* 1968), australische Produzentin

### Angi
- Angi (1936–2000), Schweizer bildender Künstler, Architekt und Zeichenlehrer.
- Angi, Giordana (* 1994), italienische Cantautrice
- Angibeaud, Didier (* 1974), kamerunischer Fußballspieler
- Angiboust, Tony (* 1983), französischer Curler
- Angielini, Natale († 1574), Architekt, Ingenieur und Kartograph der Renaissance
- Angier, Milton (1899–1967), US-amerikanischer Speerwerfer
- Angier, Natalie (* 1958), US-amerikanische Wissenschaftsjournalistin und Sachbuchautorin
- Angier, Walter E. (1863–1928), US-amerikanischer Bauingenieur
- Angilbert († 814), Hofkaplan, Diplomat und Dichter
- Angilirq, Paul Apak (1954–1998), kanadischer Drehbuchautor und Filmproduzent
- Angilram († 791), Bischof von Metz; Heiliger
- Angioi, Aldo (1927–2020), italienischer Jurist, Präsident des Europäischen Rechnungshofs
- Angiolella, Furio, italienischer Fernsehregisseur
- Angioletti, Giovan Battista (1896–1961), italienischer Journalist und Schriftsteller
- Angioli, Remo (* 1943), italienischer Filmproduzent
- Angiolieri, Cecco, italienischer Dichter
- Angiolillo, Luciana (1925–2014), italienische Schauspielerin
- Angiolillo, Michele (1871–1897), italienischer Anarchist
- Angiolillo, Renato (1901–1973), italienischer Journalist, Politiker und Filmregisseur
- Angiolini, Ambra (* 1977), italienische FilmschauspielerinAmbra Angiolini (* 1977)

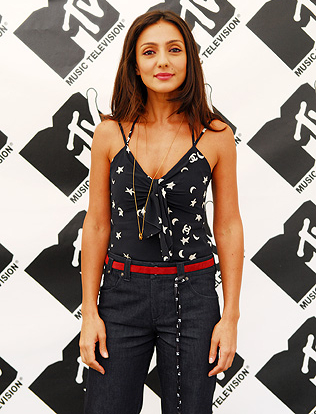
Ambra Angiolini (* 1977)

- Angiolini, Gasparo (1731–1803), italienischer Tänzer, Choreograf und Theoretiker
- Angiolini, Sandro (1920–1985), italienischer Comiczeichner und Cartoonist
- Angioni, Antonio Giuseppe (1910–1991), italienischer Geistlicher
- Angioni, Franco (* 1933), italienischer General und Politiker
- Angioni, Giulio (1939–2017), italienischer Schriftsteller und Anthropologe
- Angioni, Paolo (* 1938), italienischer Vielseitigkeitsreiter
- Angirany, Michèle (1925–2021), französische Skilangläuferin
- Angiuli, Vito (* 1952), italienischer Geistlicher, Bischof von Ugento-Santa Maria di Leuca
- Angiulli, Ernesto (1849–1918), italienischer römisch-katholischer Geistlicher, Weihbischof in Neapel
- Angiulli, Laura (* 1955), italienische Theater- und Filmregisseurin

### Angj
- Angjeli, Pirro (* 1929), albanischer Radrennfahrer

### Angk
- Angkarn Kalayanapong (1926–2012), thailändischer Maler und Dichter
- Angkel, Julio (* 1954), mikronesischer Geistlicher, römisch-katholischer Bischof der Karolinen
- Angkur, Cosmas Michael (1937–2024), indonesischer Geistlicher, römisch-katholischer Bischof von Bogor
- Angkyier, Peter (* 1961), ghanaischer Geistlicher und Bischof von Damongo

### Angl
- Angl, Jasper (* 2000), deutscher Ruderer
- Anglada Camarasa, Hermenegildo (1871–1959), katalanisch-spanischer Maler des Postimpressionismus und des Jugendstils
- Anglada i Ferran, Manuel (1918–1998), katalanisch-andorranischer Schriftsteller
- Anglada, Lola (1892–1984), katalanische Schriftstellerin, Illustratorin und Cartoonistin
- Anglada, Maria Àngels (1930–1999), katalanische Autorin
- Anglade, Caroline (* 1982), französische Schauspielerin
- Anglade, Dominique (* 1974), kanadische Politikerin
- Anglade, France (1942–2014), französische Schauspielerin
- Anglade, Georges (1944–2010), haitianischer Schriftsteller und Politiker
- Anglade, Henry (1933–2022), französischer Radrennfahrer
- Anglade, Jean-Hugues (* 1955), französischer Schauspieler
- Anglade, Joseph (1868–1930), französischer Romanist, Provenzalist und Mediävist
- Anglade, Laura, französisch-amerikanische Jazzmusikerin (Gesang)
- Anglberger, Albert (* 1942), österreichischer Komponist, Kirchenmusiker und Universitätsprofessor
- Anglberger, Anneliese (* 1972), österreichischer Judoka
- Angle, Edward H. (1855–1930), US-amerikanischer Kieferorthopäde
- Angle, Kurt (* 1968), US-amerikanischer Ringer und WrestlerKurt Angle (* 1968)

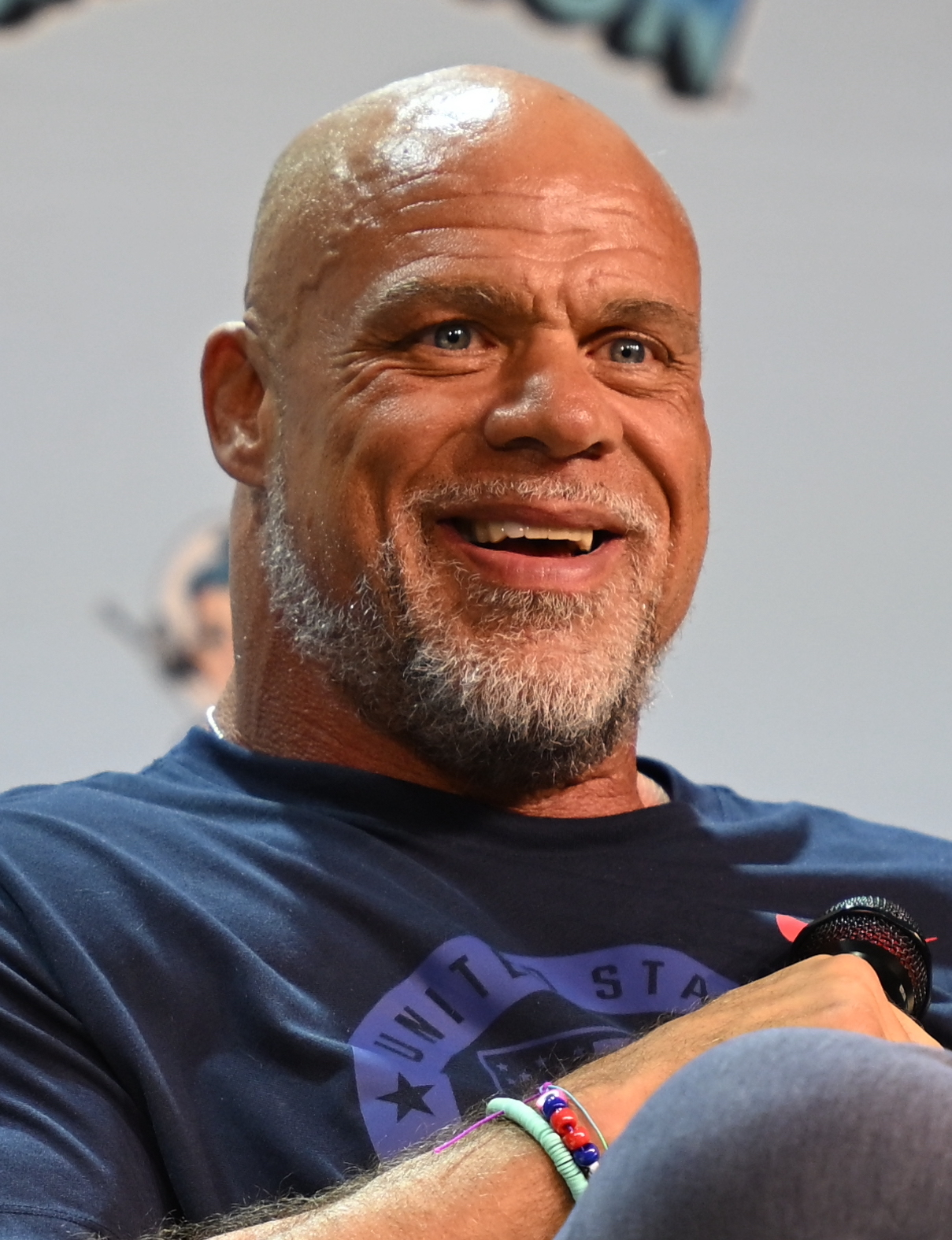
Kurt Angle (* 1968)

- Angle, Sharron (* 1949), US-amerikanische Politikerin
- Angleberger, Devin (* 2003), deutscher Fußballspieler
- Anglebert, Jean-Henri d’ († 1691), französischer Komponist, Cembalist und Organist
- Anglemont, Édouard d’ (1798–1876), französischer Autor
- Angler, Gabriel, süddeutscher Maler
- Angleró, Roberto (1929–2018), puerto-ricanischer Salsakomponist, Sänger und Bandleader
- Anglès i Pàmies, Higini (1888–1969), katalanischer Musikwissenschaftler und Priester
- Anglès, Auguste (1914–1983), französischer Literaturwissenschaftler
- Anglés, Jordy (* 1992), spanisch-französischer Eishockeyspieler
- Anglès, Jules (1778–1828), französischer Politiker
- Angles, Matthäus des (1667–1741), französisch-niederländischer Bildhauer, Maler und Zeichner
- Anglesio, Giorgio (1922–2007), italienischer Degenfechter
- Anglet, Kurt (* 1951), römisch-katholischer Theologe und Professor am Seminar Redemptoris Mater in Berlin
- Angleton, James Jesus (1917–1987), amerikanischer Geheimdienstoffizier, langjähriger Chef der Spionageabwehrabteilung der CIAJames Jesus Angleton (1917–1987)

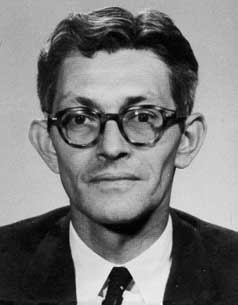
James Jesus Angleton (1917–1987)

- Anglicus, Johannes (1502–1577), evangelischer Theologe und Kirchenliedkomponist
- Anglim, Mário Roberto Emmett (1922–1973), US-amerikanischer Ordensgeistlicher, Prälat von Coari
- Anglim, Philip (* 1953), US-amerikanischer Film- und Theaterschauspieler
- Anglin, Clarence (* 1931), US-amerikanischer Verbrecher
- Anglin, Francis Alexander (1865–1933), kanadischer Richter, Vorsitzender des Obersten Gerichtshofes
- Anglin, Jack (1916–1963), US-amerikanischer Country-Sänger
- Anglin, Jahshaun (* 2001), jamaikanischer Fußballspieler
- Anglin, John (* 1930), US-amerikanischer Verbrecher
- Angloma, Jocelyn (* 1965), französischer Fußballspieler
- Anglure de Bourlemont, Louis d’ (1617–1697), Jurist, Diplomat, französischer Bischof und Erzbischof

### Angm
- Angmendus, erster Lordkanzler

### Ango
- Ango, Denil (* 1993), kamerunischer Fußballspieler
- Ango, Jehan († 1551), französischer Reeder
- Angoff, Allan (1910–1998), US-amerikanischer Verleger, Publizist und Parapsychologe
- Angold, Edit (1895–1971), deutsche Schauspielerin
- Angold, Michael (* 1940), britischer Byzantinist
- Angolo, Ndeutala (* 1952), namibische Schriftstellerin, Aktivistin und Staatsbeamtin
- Angonese, José Mário Scalon (* 1960), brasilianischer Geistlicher, römisch-katholischer Erzbischof von Cascavel
- Angonese, Walter (* 1961), italienischer Architekt (Südtirol)
- Angot, Christine (* 1959), französische SchriftstellerinChristine Angot (* 1959)

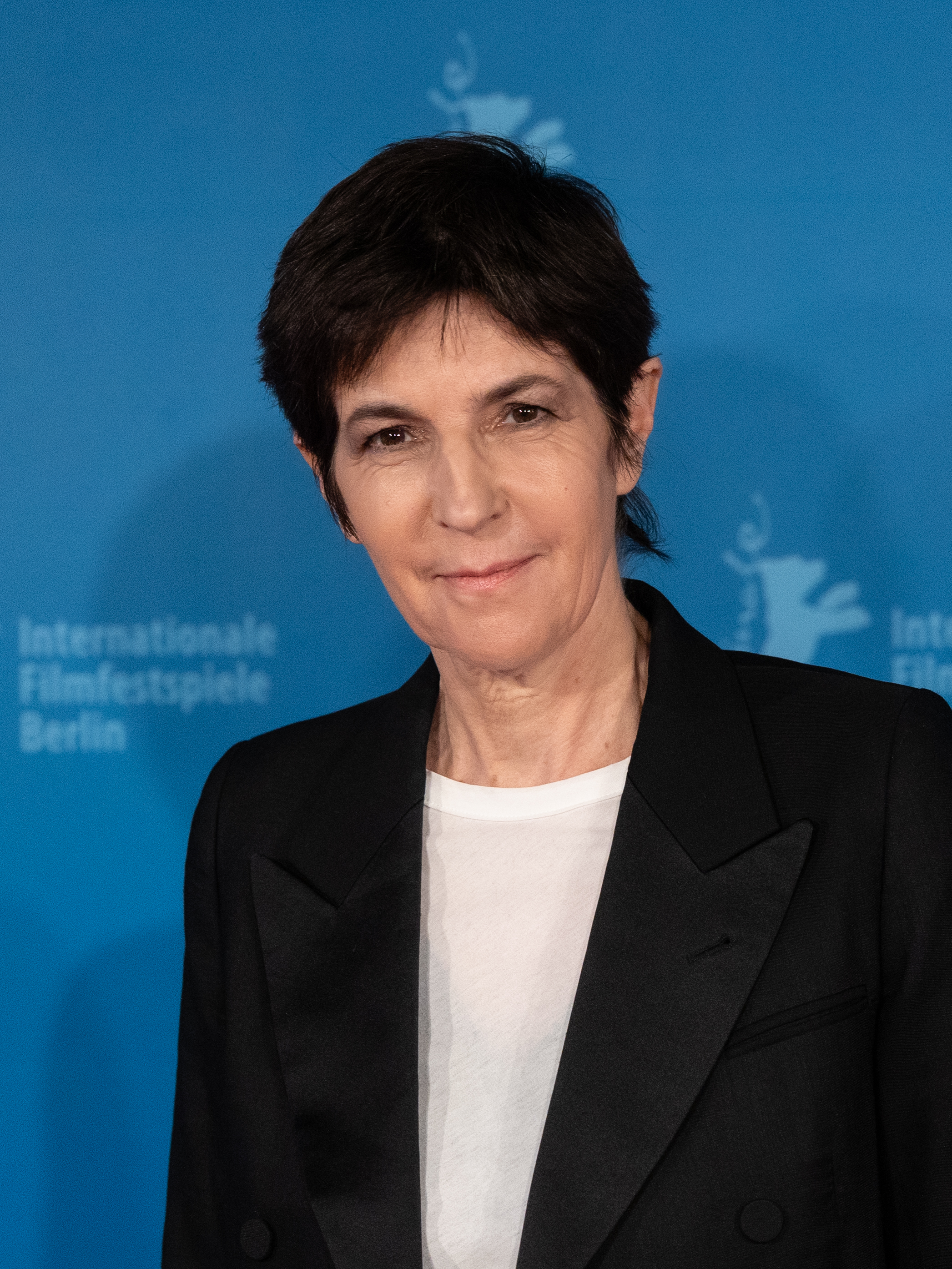
Christine Angot (* 1959)

- Angott, Sammy (1915–1980), US-amerikanischer Boxer
- Angotti Filho, Wilson Luís (* 1958), brasilianischer Geistlicher, römisch-katholischer Bischof von Taubaté
- Angotti, Claire (* 1974), französische Historikerin und Hochschullehrerin
- Angotti, Lou (1938–2021), kanadischer Eishockeyspieler und -trainer
- Angoua, Benjamin (* 1986), ivorischer Fußballspieler
- Angoula, Gaël (* 1982), französischer Fußballspieler und Fußballschiedsrichter
- Angoulême, Jean de Valois, comte d’ (1399–1467), Graf von Angoulême und Périgord
- Angoulême, Louis Antoine de Bourbon, duc d’ (1775–1844), ältester Sohn von König Karl X. von FrankreichLouis Antoine de Bourbon, duc d’Angoulême (1775–1844)

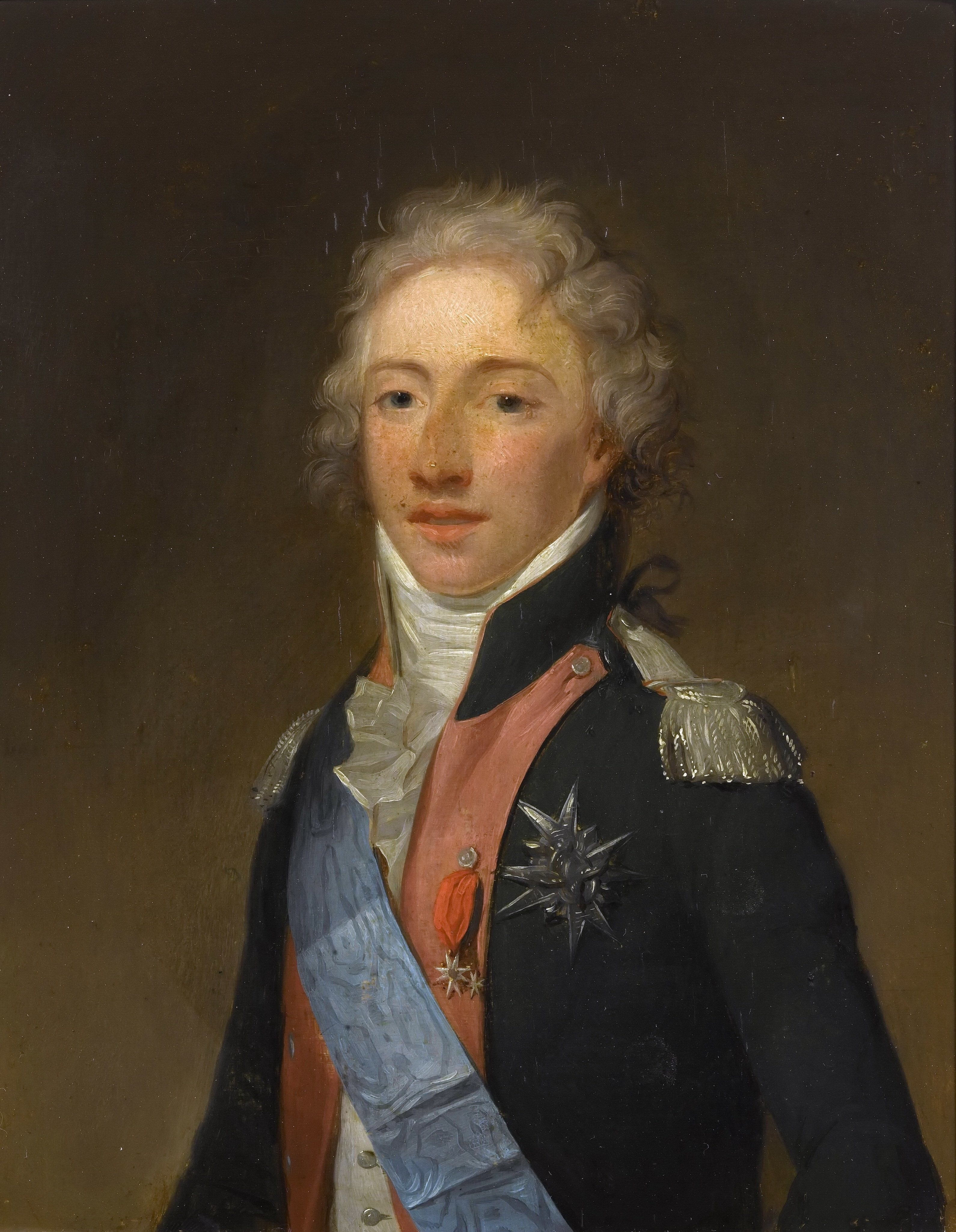
Louis Antoine de Bourbon, duc d’Angoulême (1775–1844)

- Angoulvent, Paul (1899–1976), französischer Museumskurator und Redakteur
- Angounou, Linda (* 1992), kamerunische Hürdenläuferin
- Angourakis, Charalampos (1951–2014), griechischer Politiker der KKE, MdEP

### Angr
- Angrand, Charles (1854–1926), französischer Maler und Anarchist
- Angres, Volker (* 1956), deutscher Journalist
- Angress, Werner (1920–2010), deutsch-amerikanischer Historiker und Hochschullehrer (Deutsche Geschichte)
- Angriawan, Berry (* 1991), indonesischer Badmintonspieler
- Angrick, Andrej (* 1962), deutscher Historiker
- Angrick, Dieter W. (* 1935), deutscher Journalist
- Angrick, Janine (* 1993), deutsche Fußballspielerin
- Angrick, Michael (* 1952), deutscher Chemiker, Beamter, Sachbuchautor und -herausgeber
- Angrisano, Franco (1926–1996), italienischer SchauspielerFranco Angrisano (1926–1996)

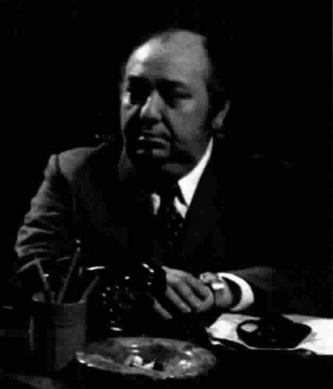
Franco Angrisano (1926–1996)

- Angrist, Joshua (* 1960), US-amerikanischer Wirtschaftswissenschaftler und Hochschullehrer
- Angry Grandpa (1950–2017), US-amerikanischer Webvideoproduzent

### Angs
- Angsman, Elmer (1925–2002), US-amerikanischer American-Football-Spieler
- Angst, Adolf (1845–1928), Schweizer Unternehmer
- Angst, Dieter (* 1937), deutscher Jurist und Ministerialbeamter
- Angst, Hartmann (1759–1829), Schweizer Arzt und Politiker
- Angst, Heinrich (1847–1922), Schweizer Textilkaufmann, Sammler, Antiquitätenkenner und Museumsdirektor
- Angst, Heinrich (1915–1989), Schweizer Bobfahrer
- Angst, Jules (* 1926), Schweizer Psychiater
- Angst, Max (1921–2002), Schweizer Bobfahrer
- Angst, Paul (1932–2019), Schweizer Politiker (FDP)
- Angst, Richard (1905–1984), Schweizer Kameramann
- Angst, Willy (* 1913), Schweizer Ringer und Schwinger
- Angst, Wolfgang, deutscher humanistischer Philologe und Korrektor
- Angstenberger, Hermann (1929–2019), deutscher Kirchenmusiker und Komponist
- Angstenberger, Michael (1717–1789), österreichischer Kirchenliedkomponist
- Angster, Armand (* 1947), französischer Klarinettist
- Angster, József (1834–1918), österreichischstämmiger Orgelbauer in Pécs in Ungarn
- Angster, Julia (* 1968), deutsche Historikerin
- Angstmann, Gustl (1947–1998), deutscher Schriftsteller
- Angstmann, Kurt (1915–1978), deutscher Politiker (SPD), MdL
- Ångström, Anders Jonas (1814–1874), schwedischer Astronom und Physiker sowie Mitbegründer der AstrospektroskopieAnders Jonas Ångström (1814–1874)

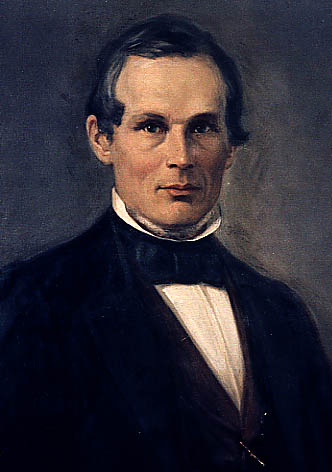
Anders Jonas Ångström (1814–1874)

- Ångström, Anders Knutsson (1888–1981), schwedischer Physiker und Meteorologe
- Ångström, Knut (1857–1910), schwedischer Physiker
- Angstwurm, Heinz (* 1936), deutscher Neurologe und Hochschullehrer
- Angsuthasawit, Jai (* 1995), australisch-thailändischer Radsportler

### Angu
- Angüe, María Nsué († 2017), äquatorialguineische Schriftstellerin und Journalistin
- Angueira, Miguel, französischer Tänzer
- Anguela, Eva (* 2002), spanische Radsportlerin
- Anguélov, Ivan (* 1942), bulgarischer Dirigent
- Anguenot, Léo (* 1998), französischer Skirennläufer
- Anguiano Gómez, Dina (* 2001), mexikananische Squashspielerin
- Anguiano Munguito, Daniel (1882–1963), spanischer Politiker und Gewerkschafter
- Anguiano, Erick, guatemaltekischer Badmintonspieler
- Anguiano, Heriberto (* 1910), mexikanischer Moderner Fünfkämpfer
- Anguiano, Raúl (1915–2006), mexikanischer Wandmaler
- Anguiano, Rubén (1950–2020), mexikanischer Fußballspieler
- Anguier, François (1604–1669), französischer Bildhauer
- Anguier, Michel (1612–1686), französischer Bildhauer
- Anguilé, André Fernand (1922–2001), römisch-katholischer Erzbischof von Libreville
- Anguilé, André Gustave (1920–1999), gabunischer Politiker und Diplomat
- Anguillara, Luigi († 1570), italienischer Botaniker
- Anguillara, Renzo degli († 1536), italienischer Condottiere
- Anguillesi, Giovanni Domenico (1766–1833), italienischer Schriftsteller
- Anguissa, Franck (* 1995), kamerunischer Fußballspieler
- Anguissola, Anna Maria, italienische Malerin
- Anguissola, Elena, italienische Malerin und Nonne
- Anguissola, Europa, italienische Malerin
- Anguissola, Leander (1653–1720), Kartograf, Pädagoge, Ingenieur und Oberstleutnant in österreichischen Diensten
- Anguissola, Lucia († 1565), italienische Malerin
- Anguissola, Minerva, italienische Malerin
- Anguissola, Sofonisba († 1625), italienische MalerinSofonisba Anguissola († 1625)

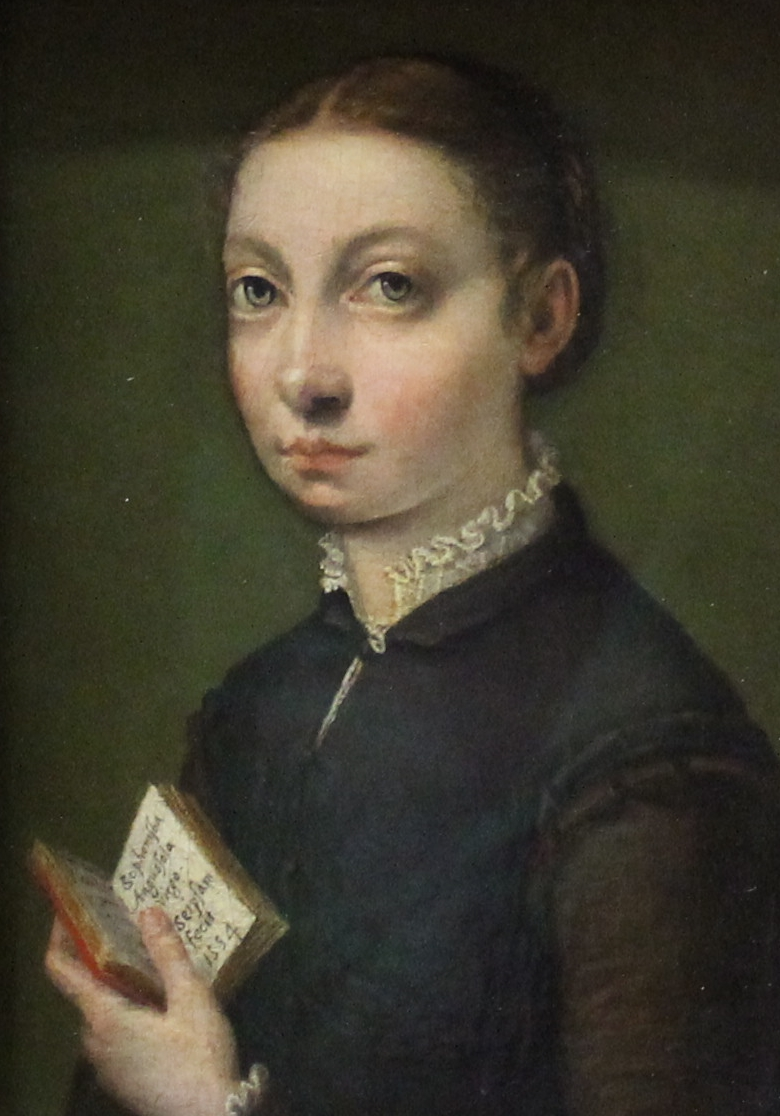
Sofonisba Anguissola († 1625)

- Anguita, Ana (* 1969), spanische Popsängerin
- Anguita, Carlos (* 1997), spanischer Karambolagespieler und Welt- und Europameister
- Anguita, Julio (1941–2020), spanischer Lehrer, Politiker, Autor und Journalist
- Angula, Ally, namibische Buchhalterin und Präsidentschaftskandidatin
- Angula, Helmut (* 1945), namibischer Politiker (SWAPO)
- Angula, Nahas (* 1943), namibischer Politiker
- Angulo del Valle y Navarro, José de Jesús (1888–1966), mexikanischer Geistlicher, Bischof von Tabasco
- Angulo Iñiguez, Diego (1901–1986), spanischer Kunsthistoriker
- Angulo Rugeles, Silvia (* 1983), kolumbianische Squashspielerin
- Angulo, Alberto (* 1970), spanischer Basketballspieler
- Angulo, Álex (1953–2014), spanischer Schauspieler
- Angulo, Alfredo (* 1982), mexikanischer Boxer
- Angulo, Deyanira (* 1991), mexikanische Badmintonspielerin
- Angulo, Gabriel (* 1987), mexikanischer Schauspieler und ein Model
- Angulo, Igor (* 1984), spanischer Fußballspieler
- Angulo, James (* 1974), kolumbianischer Fußballspieler
- Angulo, Jesús (* 1997), mexikanischer Fußballspieler
- Angulo, Jesús (* 1998), mexikanischer Fußballspieler
- Angulo, Josh (* 1974), US-amerikanisch-kap-verdischer Windsurfer
- Ángulo, Juleisy (* 2001), ecuadorianische Speerwerferin
- Angulo, Julio (* 2000), kolumbianischer Leichtathlet
- Angulo, Katriel (* 2002), ecuadorianischer Leichtathlet
- Angulo, Kevin (* 1996), kolumbianischer Fußballspieler
- Angulo, Luis (* 2004), peruanischer Sprinter
- Angulo, Marco (2002–2024), ecuadorianischer Fußballspieler
- Angulo, Marvin (* 1986), costa-ricanischer Fußballspieler
- Angulo, Miguel Ángel (* 1977), spanischer Fußballspieler
- Angulo, Omar, US-amerikanischer Schauspieler und Filmkomponist
- Angulo, Raúl (* 1937), chilenischer Fußballspieler
- Angulo, Roamer (* 1984), kolumbianischer Boxer
- Angulo, Yuliana (* 1994), ecuadorianische Sprinterin
- Angus Mor, schottischer Adliger
- Angus Og, schottischer Adliger
- Angus, Alan (1912–1988), australischer Radrennfahrer
- Angus, Calum (* 1986), englischer Fußballspieler
- Angus, Charlie (* 1962), kanadischer Autor, Journalist, Rundfunksprecher, Musiker und PolitikerCharlie Angus (* 1962)

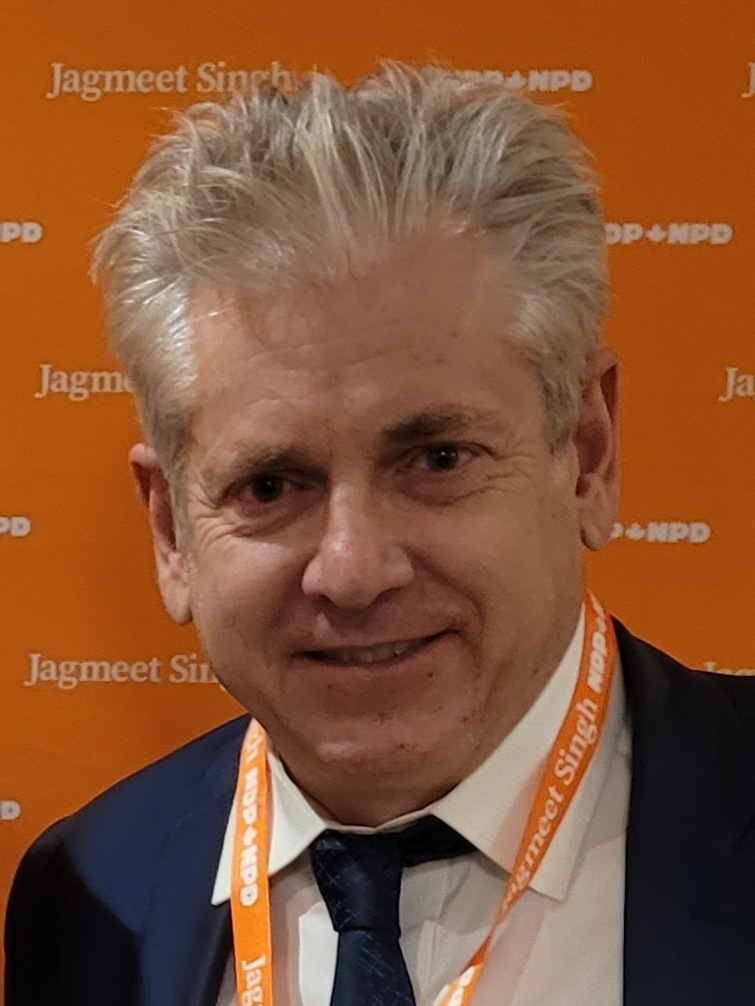
Charlie Angus (* 1962)

- Angus, Colin (* 1971), kanadischer Abenteuerreisender
- Angus, Earl of Moray († 1130), schottischer Adliger und Rebell
- Angus, Harry (1870–1935), englischer Fußballspieler
- Angus, John (1938–2021), englischer Fußballspieler
- Angus, Patrick (1953–1992), amerikanischer Maler
- Angus, Rita (1908–1970), neuseeländische Malerin
- Angus, William (1871–1965), australischer Agrarwissenschaftler und Politiker

### Angw
- Angwenyi, Elkanah (* 1983), kenianischer Mittelstreckenläufer
- Angwin, Arthur Stanley (1883–1959), englischer Funkpionier
- Angwin, Helen, australische Tennisspielerin
- Angwin, Julia, US-amerikanische Journalistin

### Angy
- Angyal, Anna (1848–1874), ungarische Schriftstellerin
- Angyal, Dániel (* 1992), ungarischer Wasserballspieler
- Angyal, Éva (* 1955), ungarische Handballspielerin und -trainerin
- Angyal, István (1914–1980), ungarischer Schwimmer
- Angyan, Thomas (* 1953), österreichischer Jurist und Musikmanager